# 지미 카터 행정부
지미 카터의 39대 미국 대통령 임기는 1977년 1월 20일 취임과 함께 시작되어 1981년 1월 20일에 끝났다. 조지아주 출신의 민주당원인 카터는 1976년 대통령 선거에서 공화당 현직 대통령인 제럴드 포드에게 근소한 차이로 승리한 후 취임했다. 그의 대통령 임기는 1980년 대통령 선거에서 공화당의 로널드 레이건에게 압도적인 패배를 당한 후 한 차례 임기만에 끝났다. 100세의 나이로 사망할 당시, 그는 가장 나이가 많고, 가장 오래 살았으며, 가장 오래 결혼 생활을 한 대통령이었고, 퇴임 후 가장 오랜 기간을 보냈다.
카터는 높은 인플레이션과 느린 경제 성장이 결합된 "스태그플레이션" 시기에 취임했다. 그의 재정 정책은 적자 및 정부 지출을 줄여 인플레이션을 억제하는 데 중점을 두었다. 1970년대 대부분 동안 지속되었던 에너지 문제에 대응하여, 그의 행정부는 장기적인 에너지 절약과 대체 자원 개발을 목표로 하는 국가 에너지 정책을 시행했다. 단기적으로는 1979년에 에너지 위기에 시달렸고, 1980년에는 경기 침체가 겹쳤다. 카터는 국가의 복지, 의료, 세금 시스템 개혁을 추진했지만, 부분적으로 의회 내 민주당원과의 관계가 좋지 않아 대체로 실패했다.
카터는 미국의 외교 정책을 인권에 중점을 두는 방향으로 재조정했다. 그는 이전 대통령들의 화해적인 냉전 후기 정책을 계속하여 중국과 관계를 정상화하고 전략 무기 제한 협상을 소련과 계속 추구했다. 아랍-이스라엘 분쟁을 종식시키기 위해, 그는 캠프 데이비드 협정을 이스라엘과 이집트 사이에 중재하는 데 도움을 주었다. 토리요스-카터 조약을 통해 카터는 파나마 운하를 파나마에 최종적으로 이양할 것을 보장했다. 1979년 소련의 아프가니스탄 침공을 비난하며, 그는 소련에 대한 화해 정책을 뒤집고 군비 증강과 모스크바 올림픽 불참과 같은 외교적 압력을 가하기 시작했다.
카터 대통령 임기의 마지막 15개월은 주이란 미국 대사관 인질 사건과 경제적 어려움 등 여러 추가적인 주요 위기로 점철되었다. 국민건강보험 시스템에 대한 카터의 반대에 항의했던 저명한 자유주의 민주당원 에드워드 M. 케네디는 1980년 민주당 경선에서 카터에게 도전했다. 1979년 말과 1980년 초 그의 정책에 대한 대중의 지지에 힘입어 카터는 케네디를 물리치고 재지명을 받았다. 그는 1980년 대통령 선거에서 공화당 후보 로널드 레이건에게 압도적인 차이로 패배했다. 역사학자들과 정치학자들의 여론 조사는 일반적으로 카터를 평균 이하의 대통령으로 평가하지만, 그의 퇴임 후 활동은 더 긍정적으로 평가된다.

## 1976년 선거

1976년 선거인단 투표 결과

카터는 1970년 조지아주의 주지사로 선출되었고, 4년간의 재임 기간 동안 진보적이고 인종적으로 온건한 남부 주지사로서 명성을 얻었다. 조지 맥거번의 1972년 민주당 경선 성공을 관찰한 카터는 워싱턴의 기성 정치인들과 관련 없는 외부인으로서 출마함으로써 1976년 민주당 대통령 후보 지명을 받을 수 있다고 믿게 되었다. 카터는 1974년 12월 1976년 민주당 대통령 후보 경선 출마를 선언하며 "미국 국민에게 절대 거짓말을 하지 않겠다"고 맹세했다. 1968년 후보였던 휴버트 험프리를 비롯해 미네소타주 상원의원 월터 먼데일, 매사추세츠주 상원의원 에드워드 M. 케네디와 같은 민주당 지도자들이 경선에 불참하면서 민주당 경선에는 뚜렷한 유력 후보가 없었다. 모 유돌, 사전트 슈라이버, 버치 베이, 프레드 R. 해리스, 테리 샌포드, 헨리 M. 잭슨, 로이드 벤슨, 조지 월리스 등 많은 후보들이 지명을 모색했으며, 이들 중 다수는 카터보다 더 잘 알려져 있었다.
카터는 당 내 여러 그룹의 지지를 얻으려 했다. 국방비 절감과 CIA 통제에 대한 그의 주장은 자유주의자들에게, 정부 낭비 제거에 대한 그의 강조는 보수주의자들에게 호소력이 있었다. 카터는 아이오와 코커스에서 가장 많은 표를 얻었고, 뉴햄프셔 주 예비선거를 앞두고 미디어의 주요 보도를 장악하여 그곳에서도 승리했다. 이후 플로리다와 노스캐롤라이나 주 예비선거에서 월리스를 상대로 승리하면서 카터는 남부의 주요 경쟁자를 제거했다. 펜실베이니아 주 예비선거에서 잭슨을 상대로 승리하면서 카터는 명확한 선두 주자로 자리매김했다. 상원의원 프랭크 처치와 주지사 제리 브라운이 늦게 경선에 참여했음에도 불구하고, 카터는 경선 마지막 날 지명을 확정지었다. 1976년 민주당 전당대회는 순조롭게 진행되었고, 여러 후보들을 인터뷰한 후 카터는 먼데일을 러닝메이트로 선택했다. 먼데일의 선택은 많은 자유주의 민주당원들에게 환영받았는데, 그들 중 다수는 카터에 대해 회의적이었다.
공화당은 경쟁적인 전당대회를 겪었고, 결국 워터게이트 사건 연루로 인한 리처드 닉슨의 사임 후 1974년에 대통령직을 승계한 현직 대통령 제럴드 포드를 지명했다. 공화당이 심하게 분열되고 포드가 대통령으로서의 역량에 대한 의문에 직면하면서, 1976년 8월 실시된 여론조사는 카터가 15% 포인트 앞서고 있음을 보여주었다. 총선 유세에서 카터는 격동의 1960년대 이후 새로운 민주당의 입장을 정의하려 하며 중도적인 의제를 계속해서 추진했다. 무엇보다 카터는 정치 시스템을 공격하며, 자신을 워터게이트 이후 시대에 워싱턴을 개혁할 "외부인"으로 정의했다. 이에 대해 포드는 카터의 "모호함"을 공격하며, 카터가 주요 쟁점에 대해 막연한 입장을 취했다고 주장했다. 카터와 포드 대통령은 1976년 선거 기간 동안 세 차례의 TV 토론에서 맞붙었는데, 이는 1960년 이후 처음이었다. 포드는 첫 토론에서 전반적으로 승자로 평가받았지만, 두 번째 토론에서 "동유럽에 소련의 지배는 없다"고 말하는 큰 실수를 저질렀다. 이 실수는 포드의 후반 상승세에 제동을 걸었고, 카터는 세 번째 토론에서 강한 모습을 보이며 자신의 선거 운동에 도움을 주었다. 선거일 직전 실시된 여론조사는 매우 근소한 차이의 접전을 보여주었다.
카터는 득표율 50.1%, 선거인단 297명으로 선거에서 승리했으며, 포드는 득표율 48%, 선거인단 240명을 얻었다. 1976년 대통령 선거는 1964년과 1992년 선거 사이에 민주당이 유일하게 대통령 선거에서 승리한 사례이다. 카터는 특히 북동부와 남부에서 좋은 성적을 거두었고, 포드는 서부를 휩쓸고 중서부 대부분을 차지했다. 동시에 치러진 의회 선거에서 민주당은 하원과 상원 모두에서 다수 의석을 늘렸다.

## 정권 인수

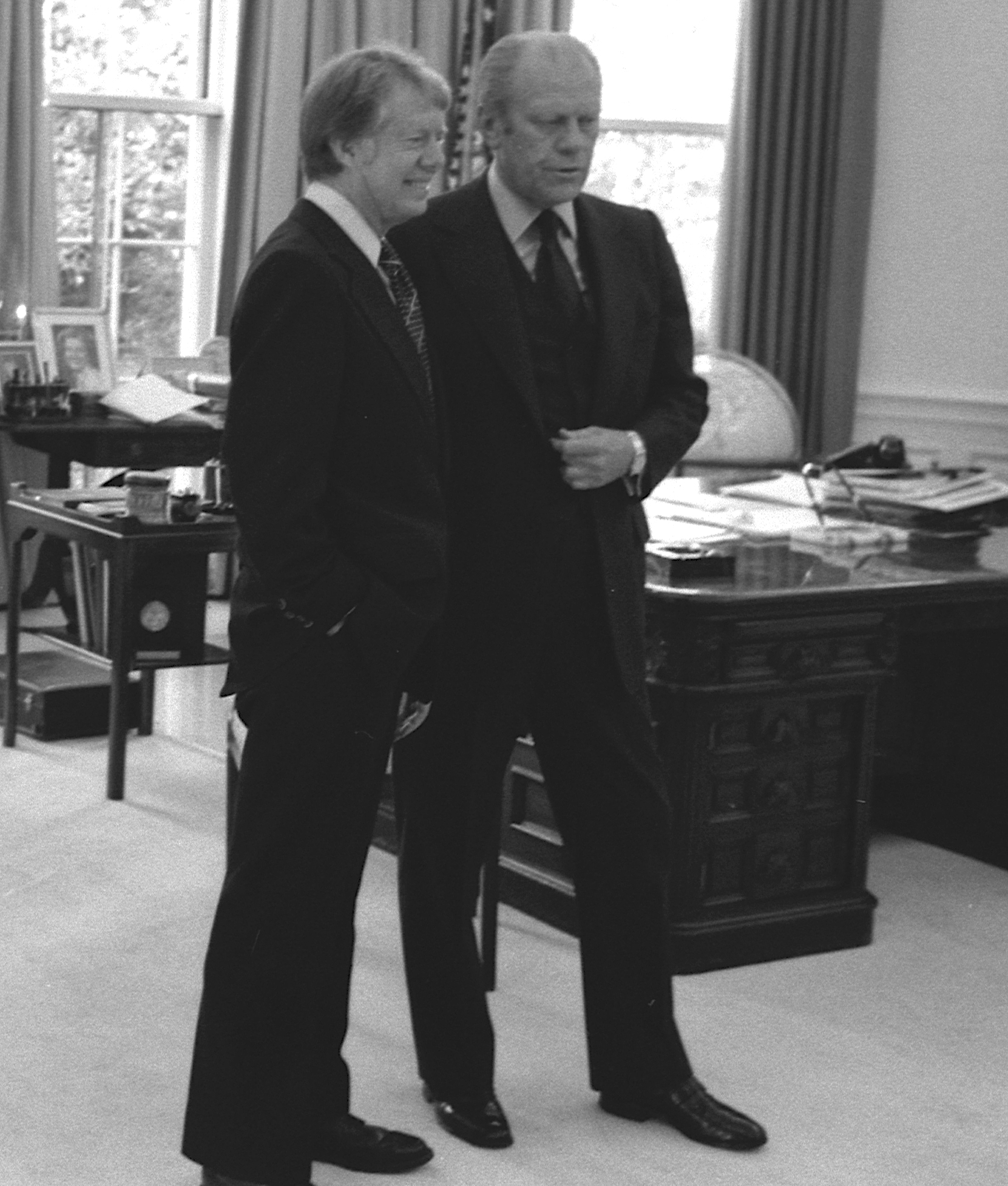
1976년 11월 22일, 제럴드 포드 대통령과 지미 카터 대통령 당선자가 오벌 오피스에서 대통령직 인수 논의

카터의 대통령직 인수를 위한 예비 계획은 그의 당선 몇 달 전부터 이미 진행 중이었다. 카터는 선거 전 인수 계획 노력에 상당한 자금과 인력을 배정한 최초의 대통령 후보였으며, 이는 이후 표준 관행이 되었다. 카터는 대통령직 인수에서 혁신을 이루어 이후 모든 대통령직 인수 과정에 영향을 미쳤는데, 그의 인수 과정은 체계적이었고, 과거의 대통령직 인수보다 더 크고 공식적인 운영을 특징으로 했다.

## 취임식

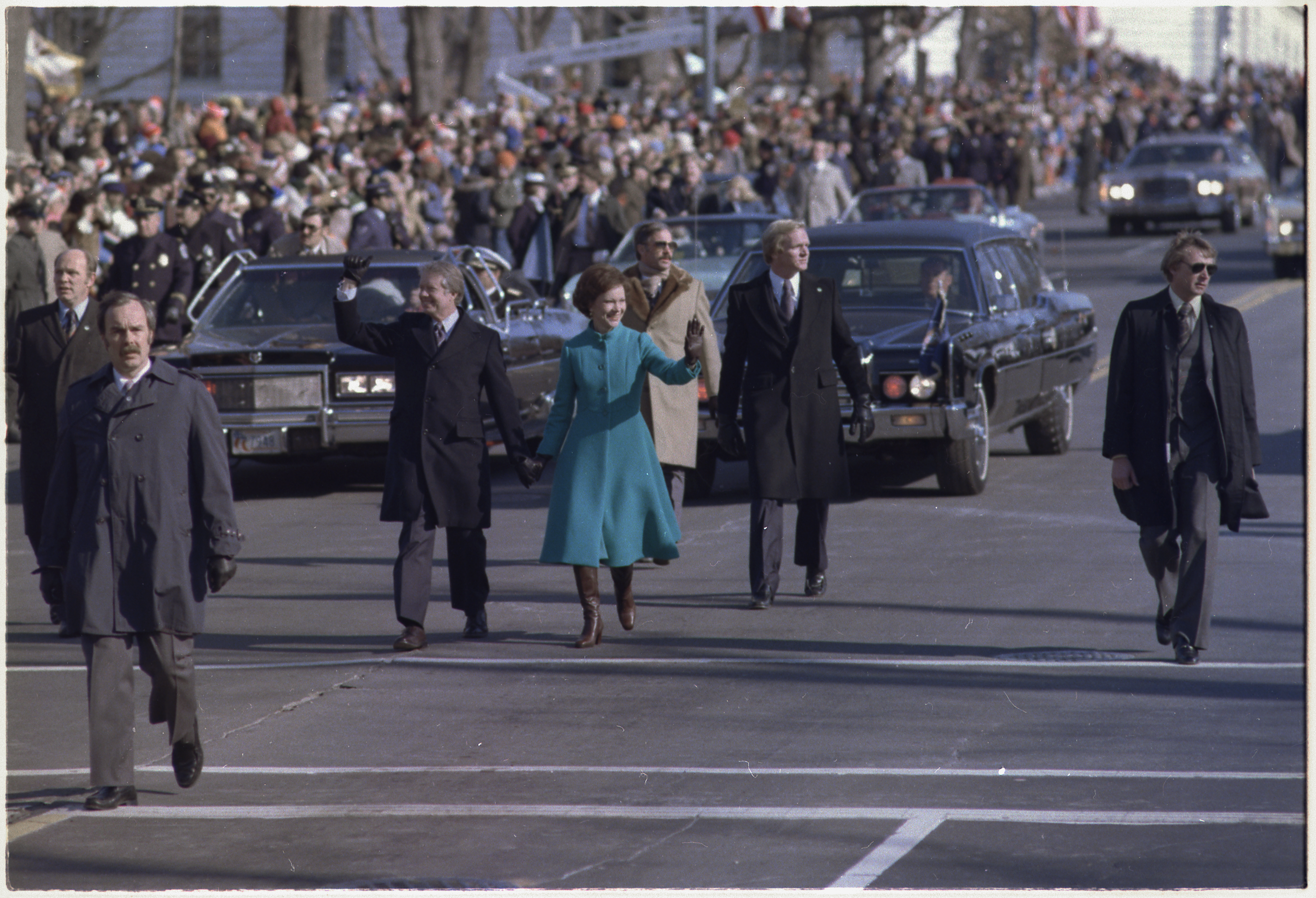
지미 카터 대통령과 로절린 카터가 취임식 중 펜실베이니아 애비뉴를 걷고 있다.

취임 연설에서 카터는 "우리는 더 많은 것이 반드시 더 좋은 것은 아니며, 심지어 우리 위대한 국가도 한계가 있음을 깨달았고, 모든 질문에 답하거나 모든 문제를 해결할 수 없다는 것을 배웠습니다."라고 말했다. 카터는 "제국주의적 대통령직"의 허례허식을 없애겠다고 공약했으며, 취임식 날부터 그 공약에 따라 행동하기 시작했다. 그는 최근 역사와 보안 규약을 깨고 취임 퍼레이드에서 국회의사당에서 백악관까지 걸어갔다. 백악관에서의 그의 첫 조치는 이러한 방향으로 더욱 나아갔다. 카터는 500명 규모의 백악관 직원 수를 3분의 1로 줄이고 대통령과 내각 구성원을 위한 특혜를 축소했다. 그는 또한 베트남 전쟁 시대의 병역 회피자들에게 "완전하고 무조건적인 사면" (사면)을 발효함으로써 선거 공약을 이행했다.

## 행정부
카터는 워싱턴 내부 인사들을 반대하며 선거 운동을 벌였지만, 그의 최고 임명자들 중 다수는 이전 행정부에서 근무한 적이 있었다. 사이러스 밴스 국무장관, 해럴드 브라운 국방장관, W. 마이클 블루멘털 재무장관은 케네디와 존슨 행정부에서 고위 관리로 재직했다. 다른 주요 임명으로는 미국 대통령 경제자문위원회 의장에 찰스 슐츠, 에너지 문제 담당 대통령 보좌관에 전 국방장관인 제임스 R. 슐레진저, 법무장관에 연방 판사 그리핀 벨, 그리고 내각에 입각한 최초의 아프리카계 미국인 여성인 퍼트리샤 로버츠 해리스가 주택도시개발부 장관에 임명되었다.
카터는 미국 대통령실에 조지아주 출신 측근들을 여러 명 임명했다. 그는 처음에 미국의 대통령 비서실장 직을 두 고문인 해밀턴 조던과 찰스 키르보에게 제안했으나 둘 다 거절했다. 카터는 비서실장을 두지 않고 내각 구성원들이 대통령에게 더 직접적으로 접근할 수 있는 시스템을 도입하기로 결정했다. 버트 랜스는 미국 관리예산실을 이끌도록 선정되었고, 조던은 핵심 보좌관 겸 고문이 되었다. 조지아주 출신 다른 임명자로는 조디 파월이 백악관 대변인, 잭 왓슨이 내각 비서, 스튜어트 E. 아이젠스타트가 국내 정책 스태프 책임자로 임명되었다. 행정부의 외교 정책을 감독하기 위해 카터는 밴스와 국가안보보좌관 즈비그뉴 브레진스키를 포함한 삼극위원회의 여러 위원에게 의존했다. 브레진스키는 카터의 가장 가까운 고문 중 한 명으로 떠올랐고, 카터는 외교 정책을 개발하고 실행하는 데 미국 국가안전보장회의와 밴스의 국무부를 모두 활용했다. 강경파 브레진스키는 소련과의 데탕트를 추진했던 밴스와 자주 충돌했다.
먼데일 부통령은 국내외 문제 모두에서 핵심 고문 역할을 했다. 로절린 카터 영부인은 행정부의 중요한 부분으로 부상하여 여러 내각 회의에 참석하고 대통령의 의견을 듣고 조언하며 대리인 역할을 했다. 그녀는 외교 정책 협상을 위해 해외를 여행했으며, 일부 여론 조사에 따르면 그녀는 테레사 수녀와 함께 세계에서 가장 존경받는 여성으로 선정되었다.
카터는 1978년 중반에 백악관 직원들을 개편하여 광고 전문가 제럴드 래프슌을 백악관 공보실장으로, 앤 웩슬러를 대국민 소통실장으로 임명했다. 카터는 1979년 중반에 백악관과 내각에 대대적인 인사를 단행했다. 블루멘털, 벨, 그리고 보건교육복지부 장관이었던 조지프 칼리파노를 포함하여 다섯 명의 내각 장관이 퇴임했다. 조던은 대통령의 첫 비서실장으로 선정되었고, 이전 맥킨지 & 컴퍼니 출신인 알론조 L. 맥도널드는 백악관 직원 국장이 되었다. 연방준비제도 의장 G. 윌리엄 밀러가 블루멘털을 대신하여 재무장관이 되었고, 벤저민 시빌레티가 법무장관으로 취임했으며, 찰스 던컨 주니어가 에너지부 장관이 되었다. 밴스가 1980년에 사임한 후, 카터는 친분을 쌓았던 존경받는 상원의원 에드먼드 머스키를 국무장관으로 임명했다.

## 사법부 인사
최소 한 번의 임기를 완수한 대통령 중 카터는 대법원에 한 번도 인사를 단행하지 않은 유일한 대통령이었다. 카터는 미국 항소법원에 56명의 판사를, 미국 지방법원에 203명의 판사를 임명했다. 그의 항소법원 임명자 중 두 명인 스티븐 브라이어와 루스 베이더 긴즈버그는 훗날 빌 클린턴에 의해 대법원으로 승진했다. 카터는 사법부 후보자 선정에 인구통계학적 다양성을 핵심 우선순위로 삼은 첫 대통령이었다. 카터의 대통령 재임 기간 동안 여성 항소법원 판사의 수는 1명에서 12명으로, 비백인 남성 항소법원 판사의 수는 6명에서 13명으로, 여성 지방법원 판사의 수는 4명에서 32명으로, 비백인 남성 지방법원 판사의 수는 23명에서 55명으로 증가했다. 카터는 최초의 아프리카계 미국인 여성 항소법원 판사인 아말리아 라일 키어스, 최초의 히스패닉계 항소법원 판사인 레이날도 게라 가르자, 그리고 최초의 히스패닉계 여성 지방법원 판사인 카르멘 콘수엘로 세레소를 임명했다. 연방 사법 센터 데이터에 따르면 카터는 과거 모든 대통령이 임명한 여성(10명)과 유색인종(35명)을 합친 것보다 더 많은 여성(41명)과 유색인종(57명)을 임명했다.

## 국내 문제

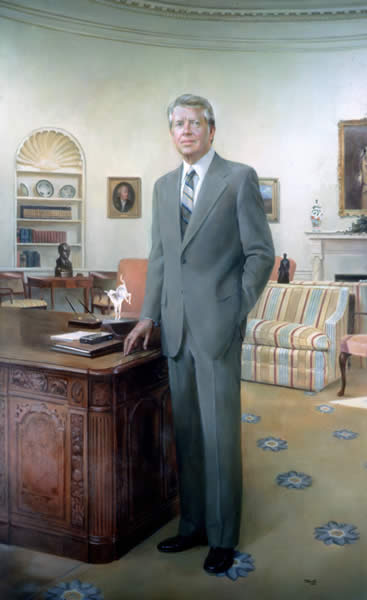
워싱턴 D.C. 국립 초상화 박물관에 전시된 로버트 템플턴의 카터 대통령 초상화

카터 대통령은 뉴딜 전통의 자유주의적 북부 민주당원이 아니었다. 대신 그는 자신의 이념적 배경을 진보 시대로 거슬러 올라갔다. 따라서 그는 당의 지배적인 자유주의적 경향이 받아들일 수 있는 것보다 훨씬 더 보수적이었다. 영국 역사학자 이완 모건은 다음과 같이 주장했다.
카터는 자신의 정치적 가치를 20세기 초 남부 진보주의에 두었는데, 이는 정부의 경제성과 효율성에 대한 관심과 가난한 사람들에 대한 연민을 특징으로 한다. 그는 자신을 재정적 보수주의자라고 묘사했지만, 시민권, 환경, 그리고 "사람들이 장애를 극복하고 생산적인 삶을 살 수 있도록 돕는" 문제에 대해서는 자유주의적이었다. 이는 그를 프랭클린 D. 루스벨트보다는 드와이트 D. 아이젠하워의 후계자로 보이게 하는 이념적 구성이었다.

### 의회와의 관계
카터는 제럴드 포드 대통령과 민주당 의회 모두를 비판하는 워싱턴 "아웃사이더"로서 성공적으로 선거 운동을 펼쳤다. 대통령이 된 후에도 그는 이 주제를 계속 이어갔다. 워싱턴의 규칙을 따르지 않으려는 이러한 태도는 카터 행정부와 의회 간의 어려운 관계에 기여했다. 선거 후, 대통령은 행정부 개편 권한을 요구하여 팁 오닐 의장과 잭 브룩스와 같은 강력한 민주당원들을 소외시켰다. 닉슨 행정부 동안 의회는 대통령의 권한을 제거하는 일련의 개혁을 통과시켰고, 대부분의 의원들은 이제 민주당원이 집권했음에도 불구하고 그 권한을 회복하는 것을 꺼렸다. 전화 통화 미응답, 언어적 모욕, 정치적 편의를 주고받는 것을 꺼리는 태도는 국회의사당의 많은 사람들을 불쾌하게 만들었고 대통령이 자신의 의제를 실행하는 능력에 영향을 미쳤다. 많은 경우, 이러한 의사소통의 실패는 의도적인 방치에서 비롯된 것이 아니라, 행정부의 의회 연락 기능이 제대로 조직되지 않은 데서 비롯되었다. 카터 대통령은 오닐, 로버트 버드 상원 다수당 원내대표 및 다른 의원들과 개인적인 교류를 통해 관계를 개선하려고 노력했지만, 이러한 만남을 통해 그의 프로그램에 대한 지지를 결집하는 데는 대체로 실패했다. 카터는 또한 특히 대통령 취임 초기 몇 달 동안 너무 많은 우선순위에 한꺼번에 집중하는 실수를 저질렀다. 의회 내 민주당원들은 그의 도덕주의적이고, 행정부 중심적이며, 합리적인 의사결정 방식과 타협, 후원, 정치적 담합이라는 표준적인 의회 방식을 받아들이기를 꺼리는 태도에 불만을 품었다.
취임 몇 달 후, 카터는 "포크배럴" 지출이라고 주장하는 19개 사업 목록인 "살생부"를 발표했다. 그는 이 목록에 포함된 사업이 있는 어떤 법안에도 거부권을 행사할 것이라고 말했다. 의회는 카터가 반대했던 여러 사업을 카터가 선호했던 경제 부양책과 결합한 법안을 통과시키면서 대응했다. 카터는 이 법안에 서명했지만, 이른바 "포크배럴" 사업에 대한 그의 비판은 의회에서 그의 지지를 잃게 만들었다. 이러한 갈등은 카터 대통령 임기 동안의 패턴을 설정했으며, 그는 남은 임기 동안 의회와 자주 충돌할 것이다.

### 예산 정책

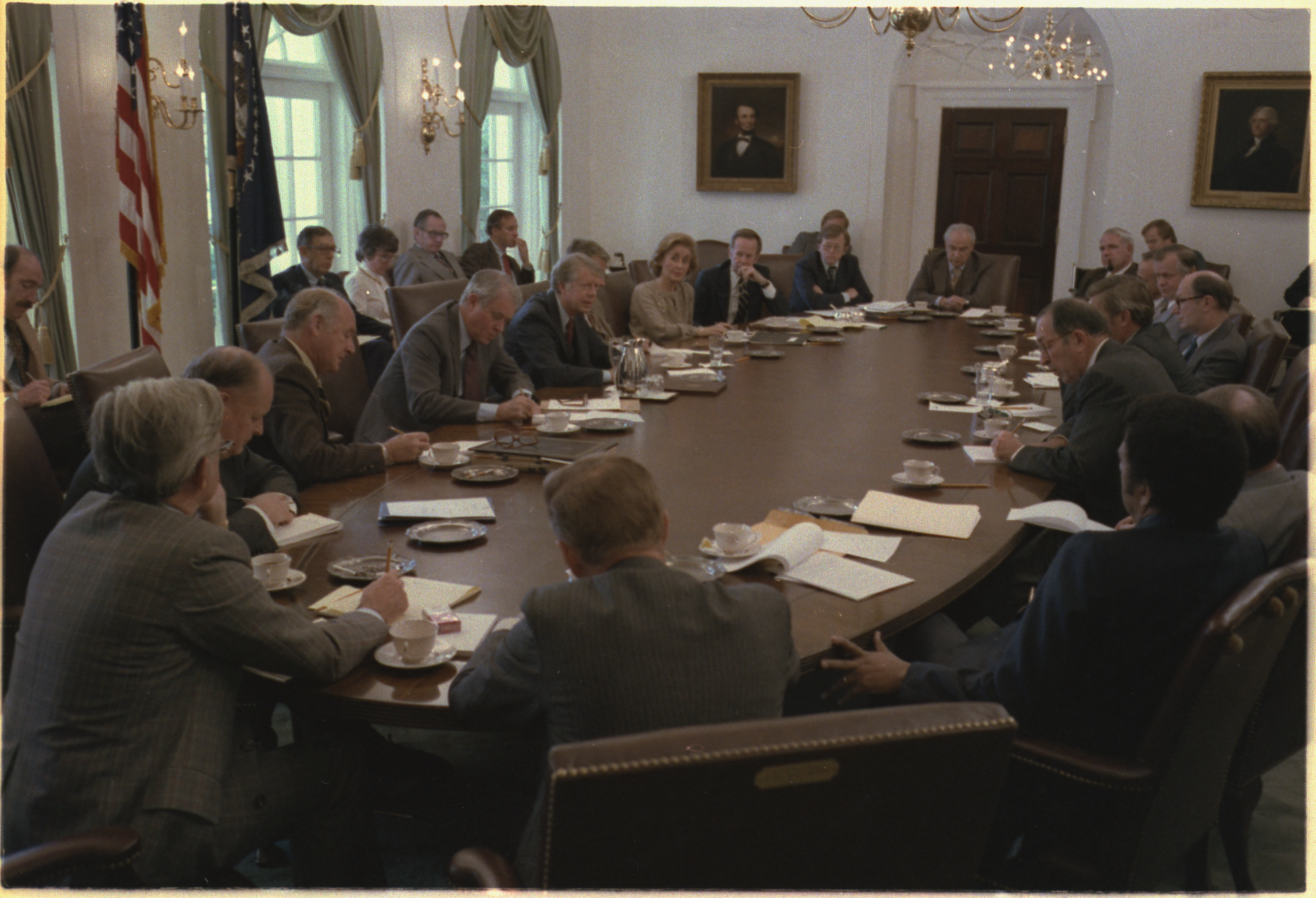
1978년 지미 카터와 그의 내각

취임 후 카터는 각 시민에게 50달러의 세금 환급을 제공하고, 법인세를 9억 달러 삭감하며, 공공 사업 지출을 늘리는 경제 부양책을 제안했다. 이 부양책에 포함된 제한적인 지출은 카터의 재정 보수주의를 반영했는데, 그는 실업률 해결보다는 인플레이션 방지 및 예산 균형에 더 관심을 가졌다. 카터의 연방 지출 증대에 대한 저항은 연방 공공 사업 프로젝트를 통해 실업률을 낮추고자 했던 자신의 당의 많은 의원들로부터 비난을 불러왔다. 카터는 1977년 종합고용훈련법 연장을 포함하여 실업률 해결을 위한 몇 가지 조치를 서명했지만, 주로 적자 및 인플레이션 감소에 계속 집중했다. 1978년 11월, 카터는 190억 달러의 세금 감면 법안인 1978년 세입법에 서명했다.
카터의 재임 기간 동안 연방 예산 적자는 1976년에 도달했던 약 700억 달러 수준을 유지했지만, GDP 대비 비율로는 취임 당시 4%에서 1980~81 회계연도에는 2.5%로 감소했다. 미국의 국가채무는 약 2,800억 달러 증가하여 1977년 초 6,200억 달러에서 1980년 말 9,000억 달러가 되었다. 그러나 경제 성장이 명목 부채 증가를 앞질렀기 때문에 연방 정부의 GDP 대비 부채 비율은 1977년 초 33.6%에서 1980년 말 31.8%로 소폭 감소했다.

### 에너지

#### 국가 에너지법

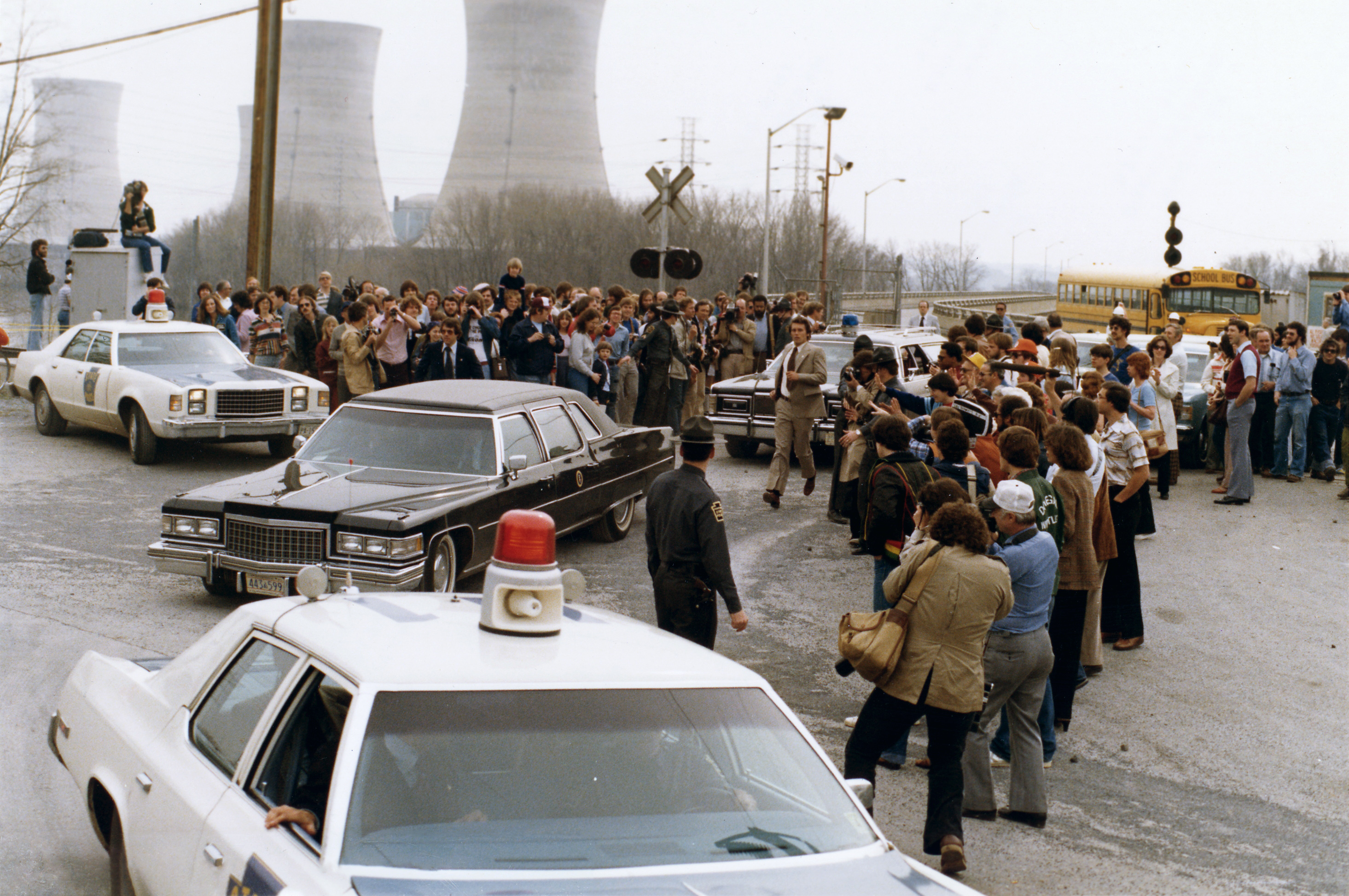
1979년 4월 스리마일섬 원자력 발전소 사고 현장을 떠나는 카터

1973년, 중동에 기반을 둔 석유 수출국 기구(OPEC)는 세계 가격을 인상하고 미국을 포함한 이스라엘과 그 동맹국들을 해치기 위해 생산량을 줄였다. 이는 1973년 석유 파동을 촉발하여 높은 유가를 가져왔고, 이는 다시 미국 경제 전반에 걸쳐 물가 상승을 강제하고 경제 성장을 둔화시켰다. 미국은 그 후 몇 년 동안 에너지 문제에 직면했고, 1976년-1977년 겨울 동안 천연가스 부족으로 인해 많은 학교와 공장이 문을 닫았으며, 수십만 명의 노동자들이 임시 해고되었다. 1977년까지 에너지 정책은 미국이 직면한 가장 큰 도전 과제 중 하나였다. 석유 수입은 1973년 이후 매년 65% 증가했으며, 미국은 다른 선진국에 비해 1인당 두 배 이상의 에너지를 소비했다.
취임하자마자 카터는 제임스 슐레진저에게 에너지 위기를 해결할 계획을 개발해 달라고 요청했다. 1977년 4월 18일 대국민 연설에서 카터는 에너지 위기를 전쟁 방지 외에 "우리 생애 동안 우리 나라가 직면할 가장 큰 도전"이라고 불렀다. 그는 에너지 절약, 미국 석탄 매장량 사용 증가, 그리고 원자력의 신중한 확대를 촉구했다. 그의 주요 목표는 에너지 수요 증가를 연간 2%로 제한하고, 석유 수입을 절반으로 줄이며, 6개월 공급량을 포함하는 새로운 전략적 비축유를 구축하는 것이었다. 카터는 미국 에너지부 창설에 대한 의회의 승인을 얻었고, 슐레진저를 초대 장관으로 임명했다. 슐레진저는 113개 조항을 담은 에너지 계획을 제시했는데, 그 중 가장 중요한 것은 국내 석유 생산 및 휘발유 소비에 대한 세금이었다. 이 계획은 또한 에너지 절약을 위한 세금 공제, 연비가 낮은 자동차에 대한 세금, 그리고 석유나 천연가스에서 석탄 발전으로 전환하도록 하는 의무 조항을 포함했다. 하원은 1977년 8월 카터의 계획 대부분을 승인했지만, 상원은 카터의 제안 중 일부만을 포함하는 약화된 에너지 법안들을 통과시켰다. 의회와의 협상은 1978년까지 계속되었고, 카터는 1978년 11월 국가 에너지법에 서명했다. 카터의 원래 제안 중 많은 부분이 법안에 포함되지 않았지만, 이 법은 천연가스를 규제 완화하고 세금 공제를 통해 에너지 절약과 재생 가능 에너지 개발을 장려했다.

#### 1979년 에너지 위기
1979년 또 다른 에너지 부족이 미국을 강타하여 수백만 명의 좌절한 운전자들이 주유소에서 오랜 시간을 기다려야 했다. 이에 카터는 의회에 국내 석유 가격 규제를 철폐해달라고 요청했다. 당시 국내 석유 가격은 세계 시장이 아닌 1975년 에너지 정책 및 보존법 (EPCA)의 복잡한 가격 통제에 의해 결정되었다. 석유 회사들은 이익이 증가할 것이기 때문에 가격 규제 철폐를 강력히 지지했지만, 일부 의원들은 규제 철폐가 인플레이션을 부추길 것을 우려했다. 4월 말과 5월 초에 갤럽 여론조사에 따르면 대중의 14%만이 미국이 실제 에너지 부족에 직면했다고 믿었다. 나머지 77%는 이것이 석유 회사들이 이익을 얻기 위해 조작한 것이라고 믿었다. 카터는 규제 철폐 제안과 함께 횡재세를 부과하여 석유 회사들의 새로운 이익의 약 절반을 연방 정부에 환수할 것을 제안했다. 카터는 EPCA의 조항을 사용하여 석유 통제를 단계적으로 도입했지만, 의회는 제안된 세금 이행을 거부했다.
저는 지금 미국 민주주의에 대한 근본적인 위협에 대해 여러분과 이야기하고 싶습니다... 저는 지금 전 세계 어디에서나 평화로운, 비할 데 없는 경제력과 군사력을 가진 국가인 미국의 외적인 힘을 말하는 것이 아닙니다. 위협은 보통의 방법으로는 거의 보이지 않습니다. 그것은 신뢰의 위기입니다. 그것은 우리 국가 의지의 심장과 영혼과 정신을 강타하는 위기입니다. 우리는 이 위기를 우리 자신의 삶의 의미에 대한 증가하는 의심과 우리 국가를 위한 목적의 통일성 상실에서 볼 수 있습니다...
1979년 7월, 에너지 위기가 계속되자 카터는 행정부 정책을 전면 개편하기 위해 일련의 기업, 정부, 노동, 학계, 종교계 지도자들과 회담을 가졌다. 그의 여론조사 전문가인 팻 캐델은 미국인들이 1960년대 주요 지도자들의 암살, 베트남 전쟁, 워터게이트 사건으로 인해 신뢰 위기에 직면했다고 말했다. 다른 고위 보좌관들이 인플레이션과 에너지 위기에 계속 집중하라고 촉구했지만, 카터는 국가가 직면한 주요 위기가 신뢰의 위기라는 캐델의 생각에 동의했다. 7월 15일, 카터는 전국적으로 TV로 방송된 연설에서 석유 수입에 대한 장기적인 제한과 합성 연료 개발을 촉구했다. 그러나 그는 또한 "세상의 모든 법률이 미국에 잘못된 것을 고칠 수는 없다. 부족한 것은 신뢰와 공동체 의식이다"라고 말했다. '신뢰의 위기'라고 명명된 이 연설은 카터가 연설에서 그 단어를 사용하지 않았음에도 불구하고, 그의 "불쾌감" 연설로 알려지게 되었다.
카터의 연설에 대한 초기 반응은 대체로 긍정적이었지만, 카터는 7월 말 에너지 장관 제임스 R. 슐레진저를 포함한 몇몇 내각 장관들을 해임시키면서 실책을 저질렀다. 그럼에도 불구하고 의회는 2,270억 달러의 횡재세를 승인하고 에너지 안보법을 통과시켰다. 에너지 안보법은 대체 에너지원을 개발할 책임이 있는 합성 연료 공사를 설립했다. 이러한 입법적 승리에도 불구하고, 1980년 의회는 카터가 부과한 수입 석유 할증료를 철회했고, 발전소 건설을 촉진하기 위해 고안된 정부 기관인 그가 제안한 에너지 동원 위원회를 거부했다. 그럼에도 불구하고, 카우프만과 카우프만은 카터 행정부에서 제정된 정책들이 "국가 역사상 가장 광범위한 에너지 입법"을 나타낸다고 썼다. 카터의 정책은 1979년부터 1983년까지 10% 감소한 1인당 에너지 소비 감소에 기여했다. 1977년에 기록적인 24억 배럴(공급량의 50%)에 달했던 석유 수입은 1979년부터 1983년까지 절반으로 감소했다.

### 경제
| 회계 연도 | 세입   | 세출   | 흑자/ 적자 | GDP     | GDP 대비 부채 비율 |
| --------- | ------ | ------ | ---------- | ------- | ------------------ |
| 1977      | 355.6  | 409.2  | −53.7      | 2,024.3 | 27.1               |
| 1978      | 399.6  | 458.7  | −59.2      | 2,273.5 | 26.7               |
| 1979      | 463.3  | 504.0  | −40.7      | 2,565.6 | 25.0               |
| 1980      | 517.1  | 590.9  | −73.8      | 2,791.9 | 25.5               |
| 1981      | 599.3  | 678.2  | −79.0      | 3,133.2 | 25.2               |
| 참고      | [ 77 ] | [ 77 ] | [ 77 ]     | [ 78 ]  | [ 79 ]             |

카터는 경제가 높은 인플레이션과 낮은 경제 성장을 동시에 겪는 "스태그플레이션" 시기에 취임했다. 미국은 1973~75년 경기침체에서 회복되었지만, 경제, 특히 인플레이션은 1977년과 1978년에 많은 미국인들에게 여전히 주요 관심사였다. 경제는 1976년에 5% 성장했으며, 1977년과 1978년에도 비슷한 속도로 계속 성장했다. 실업률은 1977년 1월 7.5%에서 1979년 5월까지 5.6%로 감소했으며, 이 기간 동안 900만 개 이상의 순 신규 일자리가 창출되었고, 실질 가구 중간 소득은 1976년부터 1978년까지 5% 증가했다. 1978년 10월, 악화되는 인플레이션에 대응하여 카터는 전국 텔레비전을 통해 인플레이션 방지 캠페인의 "2단계" 시작을 발표했다. 그는 앨프리드 E. 칸을 임금물가안정위원회 (COWPS) 위원장으로 임명했으며, COWPS는 산업별 가격 목표를 발표하고 인플레이션을 낮추기 위한 다른 정책들을 시행했다.
1979년 석유 파동은 성장의 시기를 끝냈다. 인플레이션과 이자율은 상승했고, 경제 성장, 일자리 창출, 소비자 신뢰지수는 급격히 감소했다. 연방준비제도 이사회 의장 G. 윌리엄 밀러가 채택한 비교적 완화된 통화 정책은 이미 다소 높은 인플레이션에 기여했으며, 1976년 5.8%에서 1978년 7.7%로 상승했다. OPEC의 갑작스러운 원유 가격 두 배 인상은 인플레이션을 두 자릿수 수준으로 끌어올려 1979년 평균 11.3%, 1980년 평균 13.5%를 기록했다.
1979년 중반 내각 개편 후, 카터는 폴 볼커를 연방준비제도 이사회 의장으로 임명했다. 볼커는 인플레이션을 낮추기 위해 긴축 통화 정책을 추진했지만, 이 정책은 경제 성장마저 더욱 둔화시키는 효과를 가져왔다. 작가 이반 엘런드는 이것이 오랜 인플레이션 추세 중에 발생했다고 지적하며 "1970년대의 쉬운 돈과 저렴한 신용이 만연한 인플레이션을 야기했으며, 이는 1979년에 13%에 달했다"고 말했다. 카터는 행정명령을 통해 긴축 프로그램을 제정했으며, 인플레이션이 "위기 단계"에 도달했음을 언급하며 이러한 조치를 정당화했다. 인플레이션과 단기 금리는 1980년 2월과 3월에 18%에 달했다. 3월에는 다우 존스 산업평균지수가 1976년 중반 이후 최저 수준으로 떨어졌고, 다음 달에는 실업률이 7%로 상승했다. 경제는 10여 년 만에 네 번째 경기침체에 진입했으며, 실업률은 빠르게 7.8%로 상승했다. 이 "V자형 경기침체"와 그에 수반된 침체는 카터의 1980년 재선 캠페인과 겹쳐 로널드 레이건에게 예상치 못한 큰 패배를 안겼다. GDP와 고용 총계는 1981년 3월이 되어서야 경기침체 이전 수준을 회복했다.

### 의료

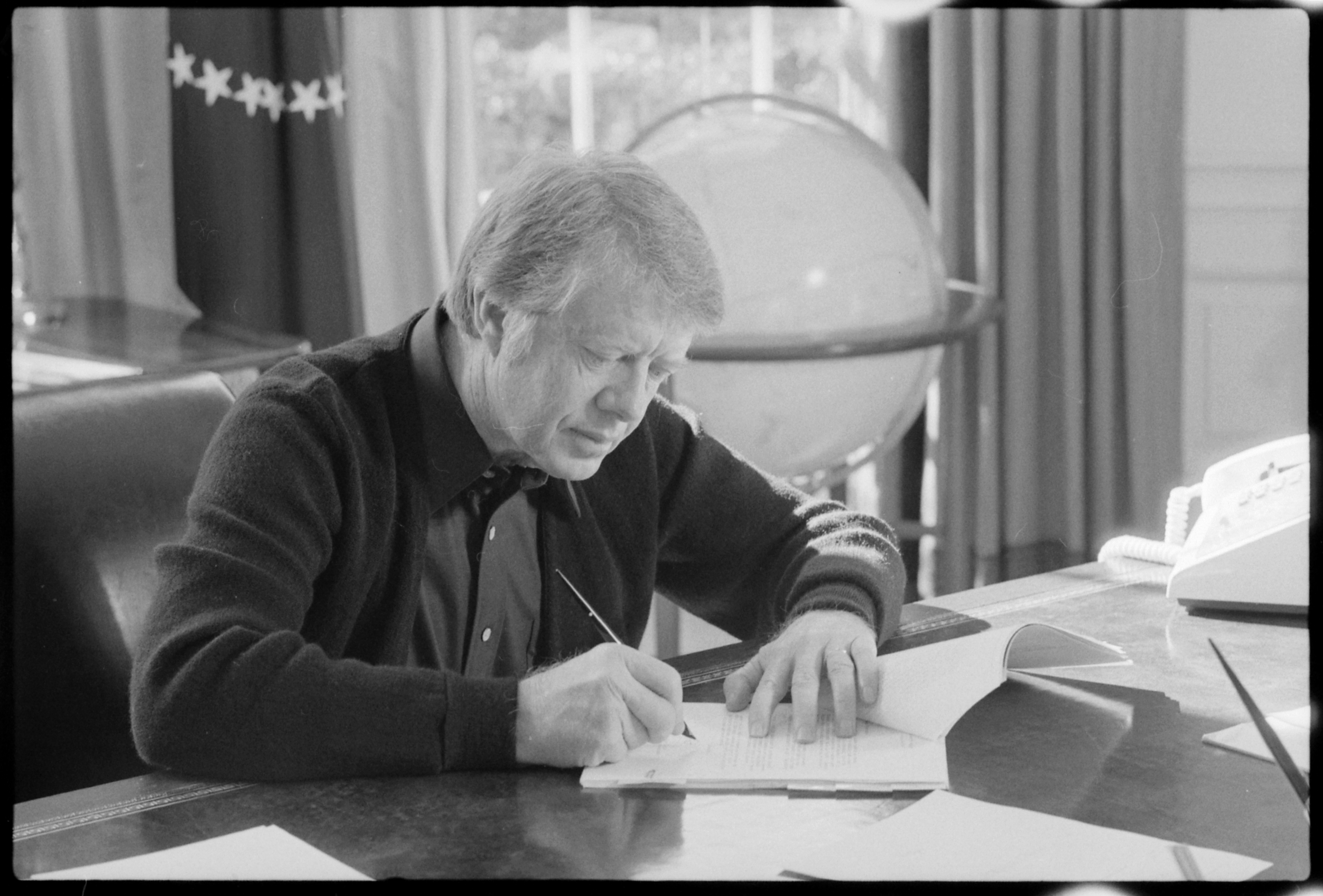
1977년 2월, 오벌 오피스에서 업무 중인 카터

1976년 대통령 선거 운동 기간 동안, 카터는 에드워드 M. 케네디 상원의원이 발의한 초당적 법안의 핵심 특징을 포함하는 의료 개혁 계획을 제안했는데, 이 법안은 보편적 국민건강보험 (NHI) 시스템의 설립을 규정했다. 대부분의 미국인들이 메디케어, 메디케이드, 또는 민간 보험을 통해 건강 보험에 가입했지만, 1977년에는 인구의 약 10%가 보험 혜택을 받지 못했다. NHI 계획의 수립은 조직 노동계와 많은 자유주의 민주당원들의 최우선 과제였지만, 카터는 그러한 시스템의 비용과 인플레이션 영향에 대해 우려했다. 그는 1977년 내내 의료 문제 심의를 지연시켰고, 결국 모든 미국인을 포괄하는 NHI 시스템을 설립하자는 케네디의 제안을 지지하지 않기로 결정했다. 케네디는 카터와 백악관 직원들과 거듭 만나 절충안적인 의료 계획을 마련하려고 노력했지만, 1978년 7월 협상이 결렬되었다. 케네디와 카터는 이전에는 사이가 좋았지만, 건강 보험에 대한 의견 차이로 인해 두 민주당 지도자 사이에 공개적인 불화가 생겼다.
1979년 6월, 카터는 더 제한적인 건강 보험 개혁을 제안했다. 이는 고용주가 민간 대재해 건강 보험을 제공하도록 의무화하는 것이었다. 이 계획은 또한 부양 자녀가 없는 극빈층에게 메디케이드를 확대하고, 메디케어에 대재해 보장을 추가하는 것이었다. 케네디는 이 계획이 불충분하다고 거부했다. 1979년 11월, 러셀 B. 롱 상원의원은 상원 재정위원회의 초당적 보수 다수를 이끌어 고용주가 대재해 보장을 제공하도록 의무화하고 메디케어에 대재해 보장을 추가하는 것을 지지했다. 이러한 노력은 예산 제약으로 인해 1980년에 포기되었다.

### 복지 및 조세 개혁안
카터는 비용 효율적인 지원을 제공하기 위해 복지 프로그램을 포괄적으로 개혁하려고 노력했지만, 의회는 그의 제안 대부분을 거부했다. 카터 행정부가 고려한 제안에는 최소 보장 소득, 실업자를 위한 연방 일자리 보장, 음의 소득세, 그리고 수혜자에게 직접 현금 지급 등이 포함되었다. 1977년 초, 캘리파노 장관은 카터에게 여러 복지 개혁 방안을 제시했지만, 카터는 정부 지출을 늘린다는 이유로 모두 거부했다. 1977년 8월, 카터는 일할 수 있는 복지 수혜자를 위한 주요 일자리 프로그램과 일할 수 없는 사람들을 위한 "적절한 소득"을 제안했다. 카터는 복지 개혁 제안에 대한 지지를 얻지 못했고, 이 제안들은 의회에서 표결에 부쳐지지 않았다. 1978년 10월, 카터는 상원이 저인플레이션과 저실업률 목표를 연방 정부에 약속하는 험프리-호킨스 완전 고용법을 통과시키도록 설득하는 데 도움을 주었다. 콩그레셔널 블랙 코커스(CBC)와 노동계의 실망스럽게도, 최종 법안에는 완전 고용을 제공하기 위해 연방 정부가 최후의 고용주 역할을 할 수 있도록 권한을 부여하는 조항이 포함되지 않았다.
카터는 또한 더 간단하고 누진적인 조세 제도를 만들기 위해 조세 개혁을 추진했다. 그는 캐피털 게인에 일반 소득세율을 적용하고, 조세 피난처를 없애고, 항목별 세금 공제를 제한하며, 표준 공제를 늘릴 것을 제안했다. 카터의 조세 제안은 의회에서 거부되었고, 카터 재임 기간 동안 주요 조세 개혁 법안은 통과되지 않았다. 사회보장제도가 몇 년 안에 파산할 것이라는 대중의 우려가 커지는 가운데, 카터는 1977년 12월 사회보장 재정 개정안 법안에 서명했다. 이 법안은 1972년 이전 법안에서 도입된 급여 공식의 결함을 수정하고, 사회보장세를 인상하며, 사회보장 급여를 줄이는 내용을 담고 있었다. 대통령은 "이제 이 법안은 1980년부터 2030년까지 사회보장 기금이 건전하게 유지될 것을 보장할 것"이라고 말했다.

### 환경
카터는 환경 운동의 많은 목표들을 지지했으며, 저명한 환경 운동가들을 고위직에 임명했다. 대통령으로서 그의 수사는 환경주의를 강력히 지지했으며, 해군에서 원자력 잠수함으로 원자력 훈련을 받은 만큼 원자력 수용에 대해서는 어느 정도 온건한 태도를 보였다. 그는 노천 채굴을 규제하는 1977년 지표면 채굴 관리 및 매립에 관한 법과 같은 여러 중요한 환경 보호 법안에 서명했다. 카터가 서명한 다른 환경 법안들은 에너지 절약, 연방 광산 안전 기준, 살충제 통제를 다루었다. 내무장관 세실 안드루스는 카터에게 알래스카의 1억 에이커가 넘는 공공 소유지를 보호 구역으로 지정하여 상업적 사용을 금지하도록 설득했다. 1980년 알래스카 국가 이익 토지 보존법은 국립공원 및 야생 동물 보호 구역으로 지정된 공공 토지의 양을 두 배로 늘렸다. 기업과 보수주의자들은 이러한 보존 노력으로 인해 경제 성장이 저해될 것이라고 불평했다.

#### EPA 러브 캐널 슈퍼펀드
1978년, 카터는 뉴욕주 나이아가라폴스 시의 러브 캐널 지역에 연방 비상사태를 선포했다. 800가구 이상이 독성 폐기물 매립지 위에 건설된 이 지역에서 대피했다. 약 500채의 주택, 99번가 학교, 그리고 매립지 위에 건설되었던 93번가 학교를 철거하고, 매립지를 정화하며 유해 폐기물 격리 구역을 건설하기 위해 연방 재난 자금이 배정되었다. 이는 이러한 과정이 처음으로 시행된 것이었다. 카터는 전국적으로 "러브 캐널"과 같은 곳이 더 많이 존재하며, 이러한 유해 폐기물 매립지를 발견하는 것이 "우리 현대 시대의 가장 암울한 발견 중 하나"라고 인정했다. 1980년, 카터는 유해 물질로 오염된 광산 또는 공장 부지를 정화하기 위해 고안된 연방 프로그램인 슈퍼펀드를 설립하는 법안에 서명했다.

### 교육
집권 초기에 카터는 교원 노조에 대한 선거 공약을 이행하기 위해 장관급 교육부를 창설하는 데 힘썼다. 카터는 교육부 신설이 효율성과 균등한 기회를 증진시킬 것이라고 주장했지만, 양당의 반대파들은 이를 지방 교육 통제와 지원을 약화시킬 추가적인 관료주의 계층으로 비판했다. 1979년 10월, 카터는 미국 교육부를 설립하는 교육부 조직법에 서명했다. 카터는 캘리포니아주 출신의 진보적인 판사인 셜리 마운트 허프스테들러를 초대 교육부 장관으로 임명했다. 카터는 또한 43,000명의 아동과 가족을 추가하여 헤드 스타트 프로그램을 확대했다. 그의 재임 기간 동안 교육 지출은 연방 비국방 지출에서 차지하는 비중이 두 배로 증가했다. 카터는 미국 남부의 개신교 학교에 대한 세금 감면을 반대했는데, 이 입장은 일부 종교 우파로부터 반감을 샀다. 그는 또한 부모가 비공립학교 교육에 사용할 수 있는 학비 세액 공제를 요구하는 모이니한-팩우드 법안을 부결시키는 데 도움을 주었다.

### 기타 이니셔티브
카터는 1973년 오리건주에서 통과된 법안을 언급하며 대마초의 비범죄화를 지지하는 입장을 취했다. 1977년 의회 연설에서 카터는 대마초 사용에 대한 처벌이 대마초 섭취의 실제 피해를 능가해서는 안 된다고 주장했다. 카터는 비범죄화 지지 고문인 로버트 듀폰을 유임시켰고, 비범죄화 지지 영국 의사인 피터 본을 자신의 마약 고문(또는 "마약 총책")으로 임명하여 새로 구성된 약물 남용 정책실을 이끌게 했다. 그러나 법 집행 기관, 보수 정치인, 풀뿌리 학부모 단체들은 이러한 조치에 반대했고, 마약과의 전쟁은 계속되었다. 동시에 미국의 대마초 소비는 사상 최고 수준에 달했다.
카터는 성소수자 인권 문제를 다룬 최초의 대통령이었고, 그의 행정부는 성소수자 인권 운동가들과 만난 최초의 행정부였다. 카터는 캘리포니아주의 투표 법안으로 동성애자와 동성애자 인권 지지자들이 공립학교 교사가 되는 것을 금지했을 브릭스 발의안에 반대했다. 카터는 적극적 우대조치 정책을 지지했으며, 그의 행정부는 캘리포니아 주립대 대 바키 사건을 심리하는 동안 대법원에 법정조언 의견서를 제출했다. 1978년에 발표된 대법원의 판결은 적극적 우대조치의 합헌성을 지지했지만, 대학 입학에서 인종 할당제 사용은 거부했다. 영부인 로절린 카터는 평등권 수정안의 비준을 위해 공개적으로 캠페인을 벌였고, 대통령은 이 수정안의 비준 기간 연장을 지지했다.
카터는 여러 산업 분야의 규제 완화를 주도했는데, 지지자들은 이것이 침체된 경제를 되살리는 데 도움이 되기를 바랐다. 항공 규제 완화법 (1978년)은 6년에 걸쳐 민간항공위원회를 폐지하고 항공사가 새로운 노선에 자유롭게 진출할 수 있도록 했으며 항공료를 경쟁에 개방했다. 카터는 또한 트럭 운송 산업에서 정부의 접근 통제, 요금, 노선 통제를 점진적으로 철회한 자동차 운송법 (1980년), 철도 경영자들이 바지선 및 트럭 노선과의 합병을 협상할 수 있도록 철도 규제를 완화한 스태거스 철도법 (1980년), 이자율 상한선을 제거하고 저축은행과 상업은행이 주택 모기지를 발행하고 기업대출을 연장하며 유가증권 발행을 인수할 수 있도록 허용한 예금기관 규제 완화 및 통화 통제법 (1980년)에 서명했다.
1977년 주택 및 지역사회 개발법은 도시 개발 행동 보조금을 설립하고 장애인 및 노인 조항을 확대하며 지역사회 재투자법을 제정했다. 이는 은행이 가난한 지역사회에 신용 및 대출을 거부하는 것을 방지하기 위함이었다. 1978년 아동 영양 수정안은 할인된 학교 급식에 대한 소득 기준에 기반한 프로그램 자격에 대한 국가 소득 기준을 도입했다. 이 법은 또한 모든 프로그램 참가자에게 영양 교육을 제공하도록 요구함으로써 WIC 프로그램의 영양 교육 구성 요소를 강화했다. 도시 개발 행동 보조금은 쇠퇴하는 도시의 약 3,300개 프로젝트에 거의 5백만 달러를 지원했으며, "빚 추심의 남용적이고 불공정한 기술"을 금지하기 위한 목적으로 공정 채무 추심 관행법이 통과되었다. 1977년 표면 채굴 통제 및 복원법은 석탄 산업이 다른 천연 자원을 손상시키지 않고 석탄 자원을 개발할 수 있도록 하기 위해 통과되었으며, 1977년 연방 광산 안전 보건법은 광산 노동자를 직장에서의 피해로부터 보호하는 것을 목표로 했다. 직업 안전 보건 관리국 (OSHA) 프로그램과 여성 프로그램도 강화되었고, "상식적인 우선 순위"로 인해 주요 건강 문제에 집중하게 되었다. 1978년에 통과된 임신 차별 금지법은 기업이나 조직이 임신한 직원을 차별하는 것을 금지하며 출산 및 임신 또는 출산 관련 질환 분야에서 보호를 제공했다. 1978년 국가 소비자 협동조합 은행법은 협동조합 시작을 위한 저금리 대출에 자금을 할당하는 것을 목표로 했다. 최저 임금 적용 범위는 농장 노동자에게 확대되었고, 1978년 고용 연령 차별 금지법 개정안은 연령 차별에 대한 비연방 고용 및 민간 부문에서의 보호 상한 연령을 65세에서 70세로 높여 연령 차별에 대한 보호를 확대했다. 또한 푸드 스탬프의 구매 요건이 폐지되었으며 최초의 전국 청소년 고용법이 제정되었다.
1979년 카터는 "도서관은 강화되어야 하며 대중은 그 잠재력을 더 인식해야 한다. 도서관은 에너지, 마케팅, 기술 혁신과 같은 문제에 대해 소비자와 소기업을 위한 지역사회 자원이 될 수 있다."고 언급하며 최초의 백악관 도서관 및 정보 서비스 회의를 개최했다. 백악관 도서관 및 정보 서비스 회의는 국립 도서관 정보 과학 위원회의 프로젝트였다.
1980년 카터는 미국의 "빅 스리" 자동차 제조업체 중 하나인 크라이슬러에 35억 달러(2023년 기준으로 10.9 억 달러에 해당)를 지원하여 구제 금융을 제공하는 1979년 크라이슬러 법인 대출 보증법에 서명했다. 이 법안은 크라이슬러 노동자들에게 1억 6천 2백만 달러 상당의 주식을 양도하고, 약 1억 2천 5백만 달러의 임금 인상을 없애며, 크라이슬러에 5억 달러의 은행 대출을 제공했다. 크라이슬러는 의회가 개입하기 전 약 10억 달러의 손실을 입은 후 거의 확실한 파산에 직면해 있었다.

## 외교 정책

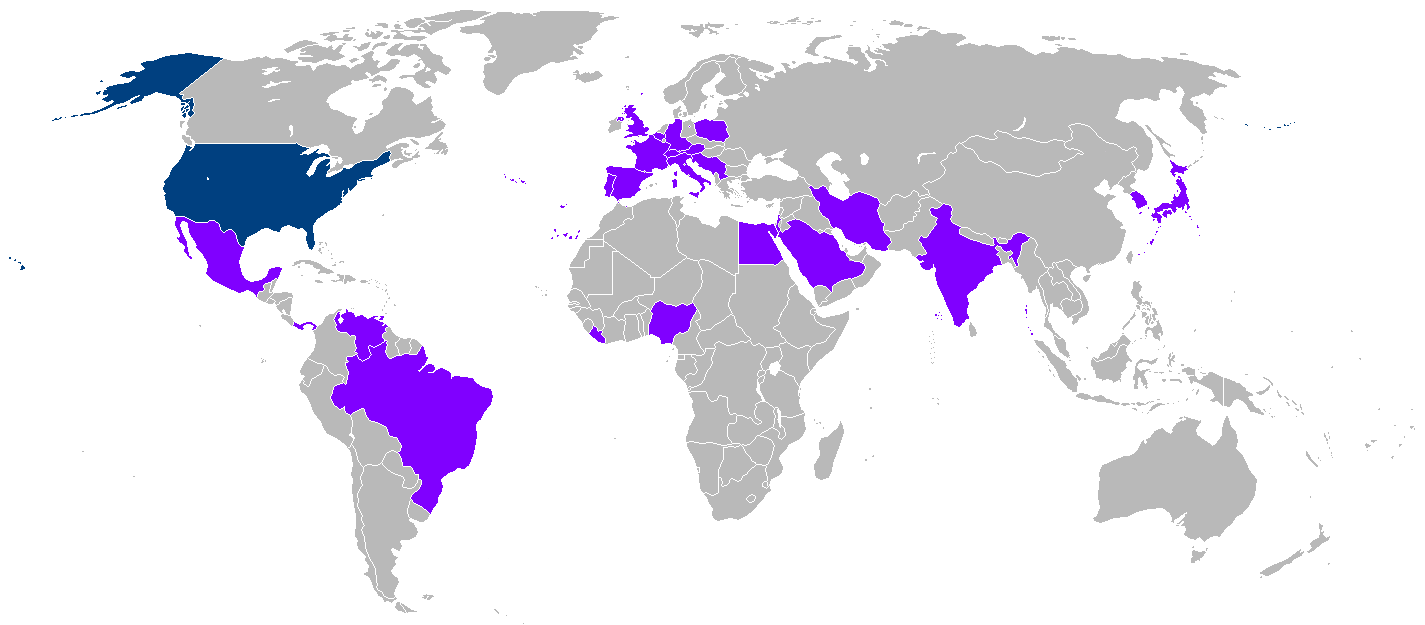
카터는 재임 기간 동안 25개국에 12번의 해외 순방을 했다.

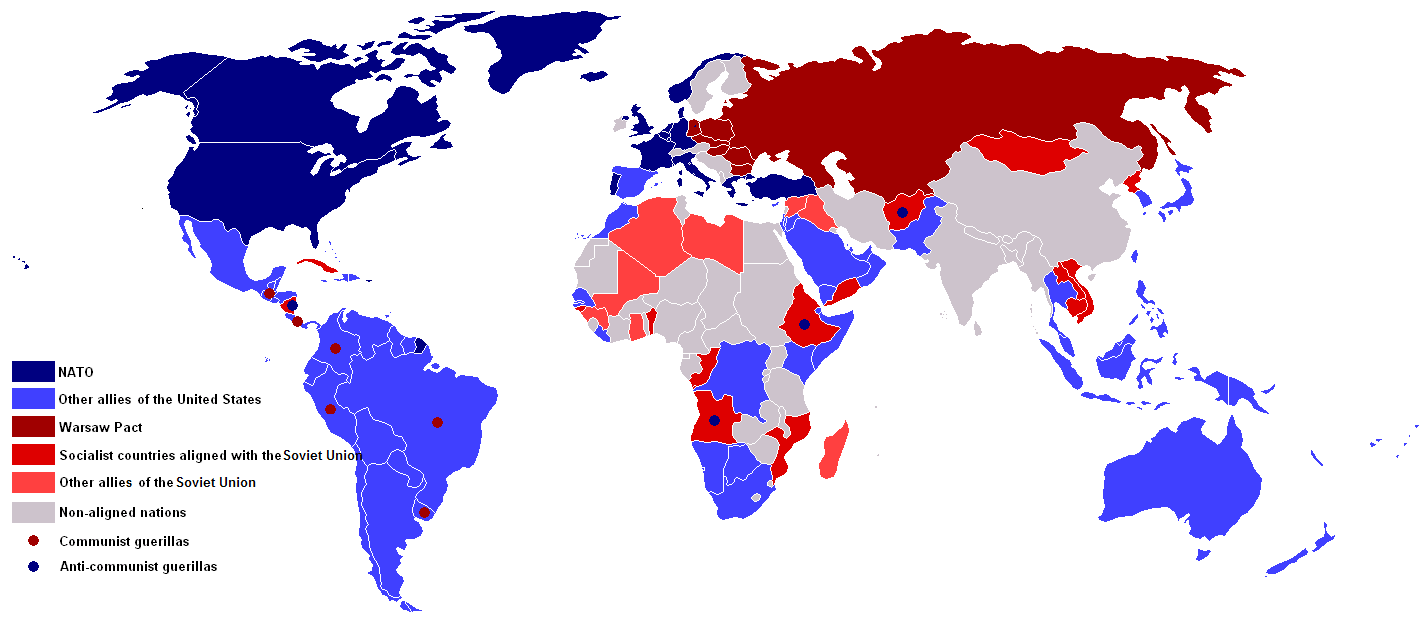
1980년의 지정학적 상황 지도

처음에는 외교 정책이 최우선 순위가 아니었지만, 소련, 아프가니스탄, 이란, 그리고 전 세계적인 에너지 위기에 대한 일련의 악화되는 위기들이 점점 더 외교 정책의 초점이 되었다. 이란 혁명과 인질 사태를 처리하는 과정에서 그는 국내에서 매우 인기가 없어졌고, 역사가들이 평가하는 그의 역사적 위상도 낮아졌다.

### 냉전
카터는 냉전 기간 동안 미국과 소련 간의 지속적인 지정학적 긴장 속에 취임했다. 1960년대 후반과 1970년대 초반 동안 두 초강대국 간의 관계는 데탕트로 알려진 정책을 통해 개선되었다. 냉전의 중요성이 줄어들고 있음을 반영하여 카터의 일부 동시대 사람들은 그를 최초의 탈냉전 대통령으로 칭했지만, 소련과의 관계는 1970년대 후반과 1980년대에도 미국 외교 정책의 중요한 요소로 남아 있었다. 카터 자신을 포함하여 카터 행정부의 주요 관리들 중 상당수는 냉전을 경시했던 삼극위원회 위원이었다. 삼극위원회는 대신 제3세계 국가에 대한 지원과 서유럽 및 일본과의 관계 개선에 초점을 맞춘 외교 정책을 옹호했다. 카터 행정부 외교 정책의 핵심 긴장은 소련 및 제3세계와의 관계 개선을 추구했던 국무장관 사이러스 밴스와 다양한 문제에서 소련과의 대립을 선호했던 국가안보보좌관 즈비그뉴 브레진스키 간의 분열에 반영되었다. 베트남 전쟁의 실망 이후 미국 육군이 바르샤바 조약 기구 문제에 다시 초점을 맞춘 결과, 기술과 팀워크 모두 업그레이드가 절실하다는 사실이 밝혀졌다. 돈 스타리 장군의 지휘와 에어랜드 전투가 될 개념에 따라 카터와 그의 행정부는 A-10, AH-64, HIMARS, 브래들리 보병전투차, M109 팔라딘, 패트리어트 미사일, M1 에이브럼스, 그리고 록히드 F-117 나이트호크에 대한 초기 지출을 승인했다.

#### 인권

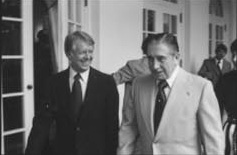
카터가 1977년 9월 워싱턴에서 칠레 독재자 아우구스토 피노체트를 만나는 모습

카터는 이전 행정부들이 냉전 문제와 현실정치가 외교 정책을 지배하도록 허용하는 데 실수했다고 믿었다. 그의 행정부는 인권, 민주적 가치, 핵확산, 그리고 세계 빈곤에 새로운 중점을 두었다. 카터 행정부의 인권 강조는 1970년대에 국제앰네스티와 휴먼 라이츠 워치와 같은 비정부 기구들이 점점 더 중요해지면서 인권에 대한 더 넓은 세계적인 초점의 일부였다. 카터는 시민권 운동가 퍼트리샤 M. 데리언을 인권 및 인도주의 담당 조정관으로 지명했고, 1977년 8월에는 이 직책을 국무부 차관보로 승격시켰다. 데리언은 1977년부터 매년 발행되는 미국 국가별 인권 보고서를 제정했다.
라틴 아메리카는 인권에 대한 카터의 새로운 초점의 중심이었다. 카터 행정부는 역사적으로 미국이 지원했던 니카라과의 소모사 정권에 대한 지원을 중단하고 소모사 전복 후 권력을 잡은 새로운 산디니스타 국민해방전선 정부에 원조를 지시했다. 카터는 또한 칠레의 아우구스토 피노체트, 브라질의 에르네스투 가이제우, 아르헨티나의 호르헤 라파엘 비델라에 대한 군사 원조를 축소하거나 중단했으며, 이들 모두를 인권 침해로 비판했다.
카터의 유엔 대사였던 앤드루 영은 고위급 외교직을 맡은 최초의 아프리카계 미국인이었다. 그는 카터와 함께 냉전 문제보다는 인권 문제에 중점을 두어 아프리카에 대한 미국의 정책을 바꾸려 했다. 1978년, 카터는 사하라 이남 아프리카를 공식 국빈 방문한 최초의 현직 대통령이 되었다. 이는 카터 행정부의 외교 정책에서 이 지역의 새로운 중요성을 반영하는 것이었다. 그의 전임자들과는 달리, 카터는 로디지아와 남아프리카 공화국의 백인 소수 통치에 강력히 반대했다. 카터의 지원으로 유엔은 남아프리카 공화국에 대한 무기 금수 조치를 부과하는 결의 제418호를 통과시켰다. 카터는 버드 수정안의 폐지를 이끌어냈는데, 이 수정안은 이언 스미스의 로디지아 정부에 대한 국제 제재를 약화시켰다. 그는 또한 스미스에게 선거를 치르도록 압력을 가했고, 이는 1979년 로디지아 선거와 최종적으로 짐바브웨의 탄생으로 이어졌다.
데리언과 국무부 정책 기획국장 앤서니 레이크가 주창한 보다 적극적인 인권 정책은 브레진스키의 반대로 어느 정도 무뎌졌다. 정책 논쟁은 베트남의 캄보디아 침공 이후 폴 포트의 민주 캄푸치아의 대량 학살 정권이 1979년 몰락했을 때 가장 첨예하게 대립했는데, 이때 브레진스키는 소련의 지원을 받았다는 이유로 행정부가 새로운 캄보디아 정부를 인정하지 않도록 주장하여 우위를 점했다. 인권 문제에도 불구하고, 카터는 샤바 1차 전쟁과 샤바 2차 전쟁으로 알려진 분쟁에서 앙골라의 지원을 받은 반군을 격파한 자이르의 조제프 모부투에 대한 미국의 지원을 계속했다. 그의 행정부는 또한 필리핀, 인도네시아, 한국, 이란, 이스라엘, 이집트, 사우디아라비아, 북예멘의 인권 침해에 대해서는 일반적으로 비판을 자제했다.

#### SALT II

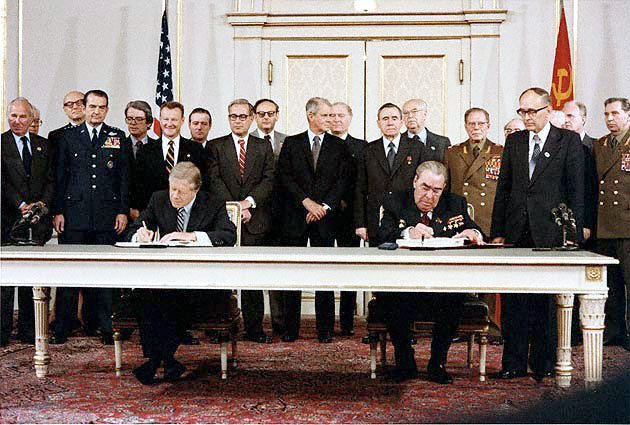
지미 카터 대통령과 소련 공산당 서기장 레오니트 브레즈네프가 1979년 6월 18일 비엔나에서 제2차 전략 무기 제한 협정(SALT II)에 서명하는 모습

포드와 닉슨은 미국과 소련이 보유한 핵무기 수를 상한선으로 설정한 제2차 전략 무기 제한 협상에 대한 합의에 도달하고자 했다. 카터는 양국의 핵무기 비축량을 단순히 상한선을 설정하는 것이 아니라 줄이는 합의에 도달함으로써 이 회담을 확대하기를 희망했다. 동시에 그는 소련의 인권 기록을 비판했는데, 이는 대통령이 소련을 너무 쉽게 받아들이는 것처럼 보이면 대중이 소련과의 협상을 지지하지 않을 것이라고 믿었기 때문이기도 하다. 카터와 소련 지도자 레오니트 브레즈네프는 1979년 6월 SALT II 형태로 합의에 도달했지만, 카터의 인기가 시들고 공화당과 신보수주의 민주당원들의 반대로 비준이 어려워졌다. 소련의 아프가니스탄 침공은 미국-소련 관계를 심각하게 손상시켰고 SALT II 비준에 대한 모든 희망을 무너뜨렸다.

#### 예멘
1979년 소련은 제2차 예멘 전쟁에 개입했다. 남예멘에 대한 소련의 지원은 이란 혁명과 더불어 "작은 충격"을 주었다. 이는 카터의 소련에 대한 시각을 보다 단호한 쪽으로 전환하는 데 영향을 미쳤고, 이러한 전환은 소련-아프가니스탄 전쟁으로 최종화되었다.

#### 아프가니스탄
아프가니스탄은 냉전 초기에 비동맹국이었다. 1978년, 누르 무하마드 타라키의 지도 하에 공산주의자들이 권력을 장악했다. 타라키의 극단주의 칼크 파벌과 보다 온건한 파르참 파벌로 나뉜 새로운 정권은 1978년 12월 소련과 우호 조약을 체결했다. 타라키의 세속 교육 개선 및 토지 재분배 노력은 아프가니스탄 역사상 전례 없는 대량 처형과 정치적 억압을 수반하여 아프가니스탄 무자헤딘 반군의 봉기를 촉발시켰다. 1979년 4월의 총궐기 이후, 타라키는 9월에 칼크 파벌의 라이벌인 하피줄라 아민에 의해 폐위되었다. 소련 지도자들은 아프가니스탄의 이슬람 정부가 소련령 중앙아시아에 대한 통제를 위협할 것이라고 우려했으며, 불안이 계속되자 소련-아프가니스탄 국경에 30,000명의 병력을 배치했다. 역사가 조지 C. 헤링은 카터와 브레진스키 모두 아프가니스탄을 소련의 자원을 쓸데없는 전쟁에 소모시킬 수 있는 잠재적인 "덫"으로 보았으며, 미국은 1979년 중반부터 무자헤딘 반군에 원조를 보내기 시작했다고 말한다. 그러나 2020년 코너 토빈이 저널 외교사에서 기밀 해제된 미국 문서를 검토한 결과, "소련의 군사 개입은 카터 행정부에 의해 추구되거나 바라던 바가 아니었다... 소련의 영향력 증대에 대응하여 개발된 소규모 비밀 프로그램은 소련이 군사적으로 개입할 경우 워싱턴이 그들의 입지 강화를 어렵게 만들 수 있는 더 나은 위치에 있도록 하는 비상 계획의 일부였을 뿐, 개입을 유도하기 위해 고안된 것은 아니었다." 12월까지 아민 정부는 국가의 많은 부분을 통제하지 못하게 되었고, 이는 소련이 아프가니스탄을 침공하고 아민을 처형하며 파르참 지도자 바브라크 카르말을 대통령으로 세우도록 촉발했다.
카터는 소련의 아프가니스탄 침공에 놀랐는데, 1978년과 1979년 동안 미국 정보 기관의 합의는 모스크바가 강제로 개입하지 않을 것이라는 것이었기 때문이다. CIA 관리들은 소련군이 아프가니스탄 국경에 배치되는 것을 추적했지만, 소련이 전면적인 침공을 감행할 것이라고는 예상하지 못했다. 카터는 소련의 아프가니스탄 정복이 페르시아만 지역에 심각한 위협이 될 것이라고 믿었고, 그는 위험한 도발이라고 생각하는 것에 강력하게 대응했다. 텔레비전 연설에서 카터는 소련에 대한 제재를 발표하고 파키스탄에 대한 원조 재개를 약속했으며, 미국이 페르시아만 장악 시도를 격퇴할 것이라고 명시한 카터 독트린을 명확히 밝혔다. 파키스탄 지도자 무함마드 지아울하크는 이전에 파키스탄의 핵 프로그램과 줄피카르 알리 부토의 처형 때문에 카터와 좋지 않은 관계를 맺었지만, 소련의 아프가니스탄 침공과 이란의 불안정은 전통적인 파키스탄-미국 동맹을 재활성화시켰다. 사우디아라비아와 파키스탄의 파키스탄 정보부 (ISI)와 협력하여 카터는 CIA의 사이클론 작전을 통해 무자헤딘에 대한 원조를 늘렸다. 카터는 또한 나중에 65개국이 동참한 모스크바 1980년 하계 올림픽에 대한 미국의 보이콧을 발표했고, 소련으로의 미국산 밀 선적에 대한 금수 조치를 부과했다. 이 금수 조치는 결국 소련 경제보다 미국 농부들에게 더 큰 피해를 주었으며, 카터가 퇴임한 후 미국은 금수 조치를 해제했다.
소련의 아프가니스탄 침공은 카터의 외교 정책에 중대한 변화를 가져왔고 1960년대 중반에 시작된 데탕트 시대를 종식시켰다.
봉쇄 정책으로 회귀하면서 미국은 냉전 동맹국들과 화해하고 국방 예산을 늘려 소련과의 새로운 군비 경쟁으로 이어졌다. 아프가니스탄 무자헤딘에 대한 미국의 지원은 소련이 아프가니스탄에서 철수한 1989년까지 계속되었다. 소련은 2년 후 붕괴했다.

### 중동

#### 캠프 데이비드 협정

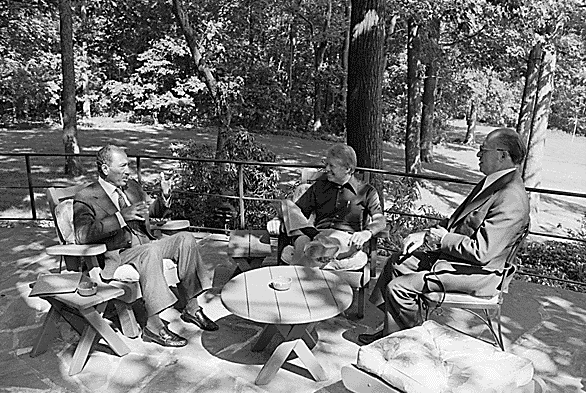
안와르 사다트, 지미 카터, 메나헴 베긴이 1978년 9월 6일 캠프 데이비드에서 회동하는 모습.

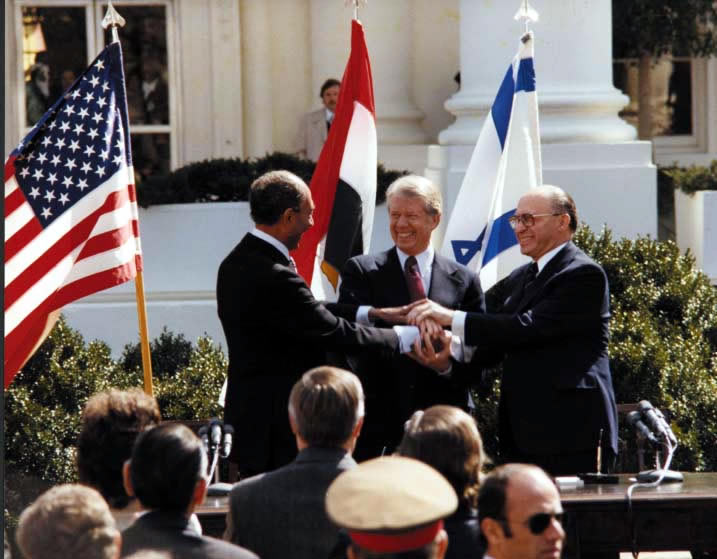
사다트, 카터, 베긴이 1979년 3월 27일 백악관에서 이집트와 이스라엘 간 평화 조약 서명 후 악수하는 모습

카터는 취임하자마자 오랜 기간 지속된 아랍-이스라엘 분쟁을 중재하려 노력하기로 결정했다. 그는 1973년 제네바 회담을 재개하여 이스라엘과 주변국들 간의 포괄적인 해결을 모색했지만, 이러한 노력은 1977년 말에 좌절되었다. 카터는 이집트 지도자 안와르 사다트를 설득하여 1978년 이스라엘을 방문하게 했다. 사다트의 방문은 다른 아랍 연맹 국가들의 비난을 샀지만, 사다트와 이스라엘 총리 메나헴 베긴은 각각 양자 회담에 대한 개방적인 태도를 표명했다. 베긴은 안보 보장을 추구했고, 사다트는 시나이 반도에서 이스라엘군의 철수와 요르단강 서안 지구 및 가자에 대한 자치권을 추구했다. 이스라엘이 점령한 이 지역들은 주로 팔레스타인 아랍인이 거주하고 있었다. 이스라엘은 1967년 제3차 중동 전쟁에서 요르단강 서안 지구와 가자를 점령했고, 시나이 반도는 1973년 욤키푸르 전쟁 이후 이스라엘이 점령하고 있었다.
협상을 진전시키기 위해 카터는 1978년 9월 베긴과 사다트를 대통령 휴양지인 캠프 데이비드로 초청했다. 사다트와 베긴 간의 직접 협상이 비생산적임이 밝혀지자 카터는 두 지도자와 개별적으로 회동하기 시작했다. 베긴은 시나이 반도에서 철수할 의사가 있었지만, 팔레스타인 국가 건설에는 동의하기를 거부했다. 이스라엘은 요르단강 서안 지구에 정착촌을 건설하기 시작했으며, 이는 평화 협정의 중요한 장애물이 되었다. 이스라엘 철수에 대한 명확한 합의에 도달하지 못하자 양측은 요르단강 서안 지구와 가자에서 선출된 정부 수립을 허용하기로 이스라엘이 약속하는 합의에 도달했다. 그 대가로 이집트는 이스라엘의 존재권을 인정한 최초의 아랍 국가가 되었다. 캠프 데이비드 협정은 이집트와 이스라엘 국내, 그리고 더 넓은 아랍 세계에서 강한 반대에 부딪혔지만, 양측은 협정을 기반으로 평화 조약을 협상하기로 합의했다.
1979년 3월 26일, 이집트와 이스라엘은 워싱턴에서 평화 조약에 서명했다. 조약 체결을 성사시킨 카터의 역할은 필수적이었다. 작가 아론 데이비드 밀러는 다음과 같이 결론지었다. "내가 누구와 이야기하든 — 미국인, 이집트인, 이스라엘인 — 대부분 같은 말을 했다: 카터가 없었다면 평화 조약도 없었다." 카터 자신도 이 합의를 재임 중 가장 중요한 업적으로 여겼다.

#### 이란 혁명과 인질 사태

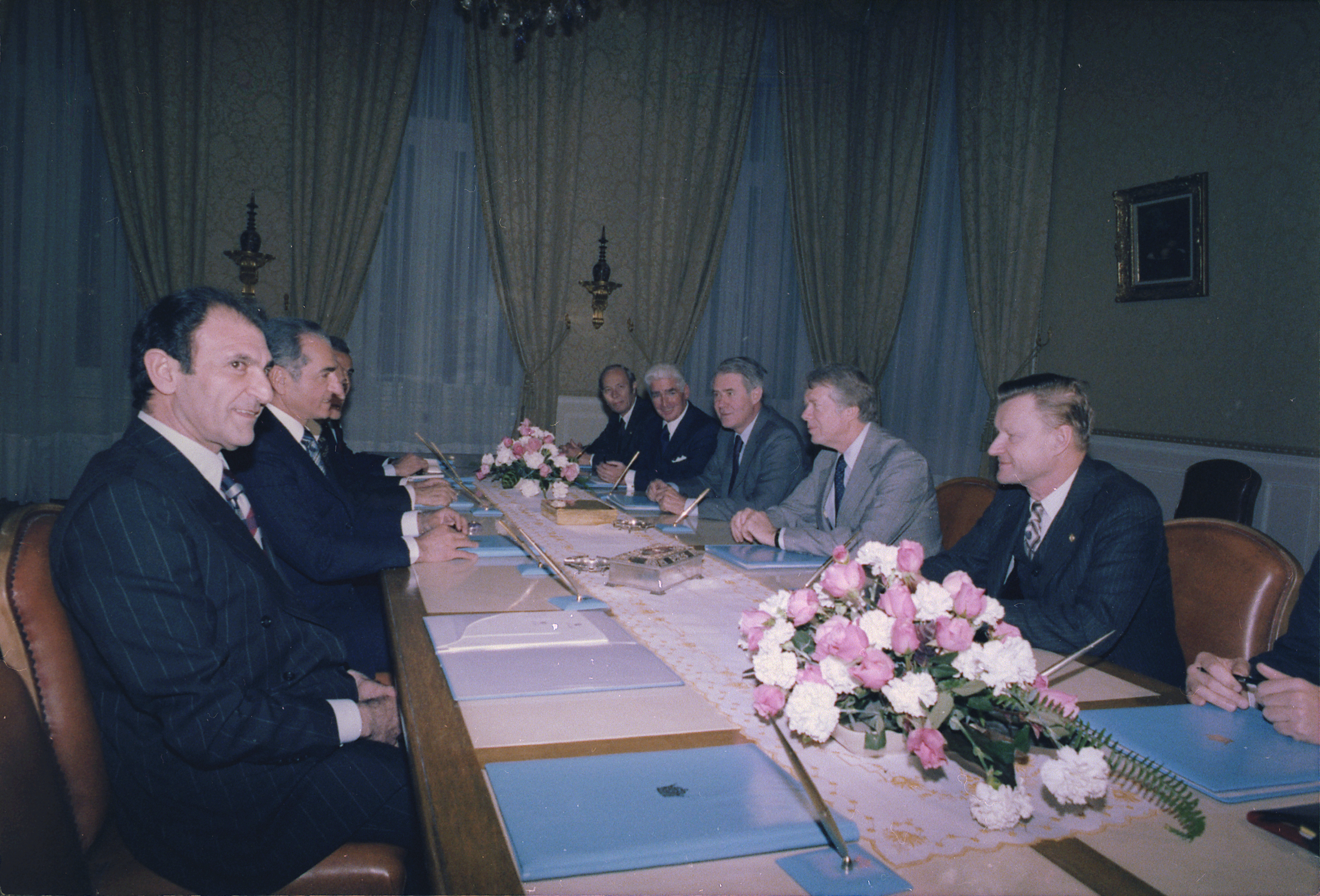
1977년 테헤란에서 모하마드 레자 팔라비 이란 샤가 알프레드 애서튼, 윌리엄 H. 설리번, 사이러스 밴스, 지미 카터 대통령, 즈비그뉴 브레진스키와 회동하는 모습

샤인 모하마드 레자 팔라비는 1953년 이란 쿠데타 이후 미국의 신뢰할 수 있는 동맹이었다. 쿠데타 이후 몇 년 동안 미국은 이란에 막대한 원조를 제공했으며, 이란은 안정적인 석유 수출원이었다. 카터, 밴스, 브레진스키는 모두 이란을 석유 생산뿐만 아니라 OPEC 내 영향력과 소련과 페르시아만 사이의 전략적 위치 때문에 핵심 냉전 동맹국으로 보았다. 인권 침해에도 불구하고 카터는 1977년 말 이란을 방문하여 미국 전투기 판매를 승인했다. 같은 해 여러 도시에서 폭동이 발생했고, 곧 전국으로 확산되었다. 열악한 경제 상황, 팔라비의 "백색 혁명"의 비인기, 그리고 이슬람 부흥이 모두 이란인들 사이에서 분노를 증가시켰으며, 그들 중 다수는 팔라비에 대한 미국의 지원과 1953년 쿠데타에서의 역할 때문에 미국을 경멸했다.
1978년까지 이란 혁명이 샤의 통치에 반대하여 발발했다. 국무장관 밴스는 샤가 불만을 잠재우기 위해 일련의 개혁을 단행해야 한다고 주장했고, 브레진스키는 반대파에 대한 강경 진압을 주장했다. 샤가 밴스와 브레진스키로부터 받은 혼합된 메시지는 그의 혼란과 우유부단에 기여했다. 샤는 망명했고, 임시 정부가 통제권을 잡았다. 대중적인 종교 지도자, 아야톨라 루홀라 호메이니는 1979년 2월 대중의 환호 속에 망명에서 돌아왔다. 불안이 계속되자 카터는 팔라비가 치료를 위해 미국에 입국하는 것을 허용했다. 카터와 밴스 모두 처음에는 이란의 반응에 대한 우려 때문에 팔라비를 입국시키는 것을 꺼렸지만, 이란 지도자들은 문제가 발생하지 않을 것이라고 그들을 안심시켰다. 1979년 11월, 팔라비가 미국에 입국한 직후, 일단의 이란인들이 주이란 미국 대사관을 점거하고 미국인 66명을 인질로 잡으면서 주이란 미국 대사관 인질 사건이 시작되었다. 이란 총리 메디 바자르간은 무장 세력에게 인질을 석방하라고 명령했지만, 호메이니가 무장 세력을 지지하자 사임했다.
이 위기는 빠르게 국제 및 국내적 관심을 끌었고, 카터는 인질들의 석방을 확보하겠다고 맹세했다. 그는 인질 석방 대가로 팔라비의 반환을 요구하는 이란의 요구를 거부했다. 그의 지지율은 미국인들이 그의 대응에 결집하면서 상승했지만, 위기가 계속되면서 그의 행정부에 점점 더 문제가 되었다. 인질들을 구출하기 위해 카터는 1980년 4월 이글클로 작전을 시작했다. 이 작전은 완전한 재앙이었고, 미국 병사 8명의 사망으로 끝났다. 작전의 실패는 이란에서 아야톨라 호메이니의 입지를 강화시켰고 카터의 국내적 입지를 크게 손상시켰다. 작전을 일관되게 반대했던 밴스가 사임하면서 카터는 또 다른 타격을 입었다. 이란은 이라크가 1980년 9월 침공할 때까지 인질 반환 협상을 거부했다. 알제리를 중재자로 삼아 협상은 1981년 1월 합의에 도달할 때까지 계속되었다. 52명의 인질을 석방하는 대가로 이란은 미국에 동결된 70억 달러 이상의 자산에 접근할 수 있게 되었다. 이란은 카터가 1981년 1월 20일 퇴임한 지 30분 후에야 인질들을 석방했다.
2017년에 기밀 해제된 1980년 CIA 보고서는 "이란의 강경파들, 특히 아야톨라 호메이니는 11월 선거에서 카터 대통령의 패배를 유발하기 위해 인질 문제를 이용하기로 결심했다"고 결론지었다. 또한 테헤란은 1980년에 "이맘 호메이니가 카터 대통령의 몰락과 불명예를 초래했다고 전 세계가 믿기를 원했다."

### 라틴 아메리카

#### 파나마 운하 조약

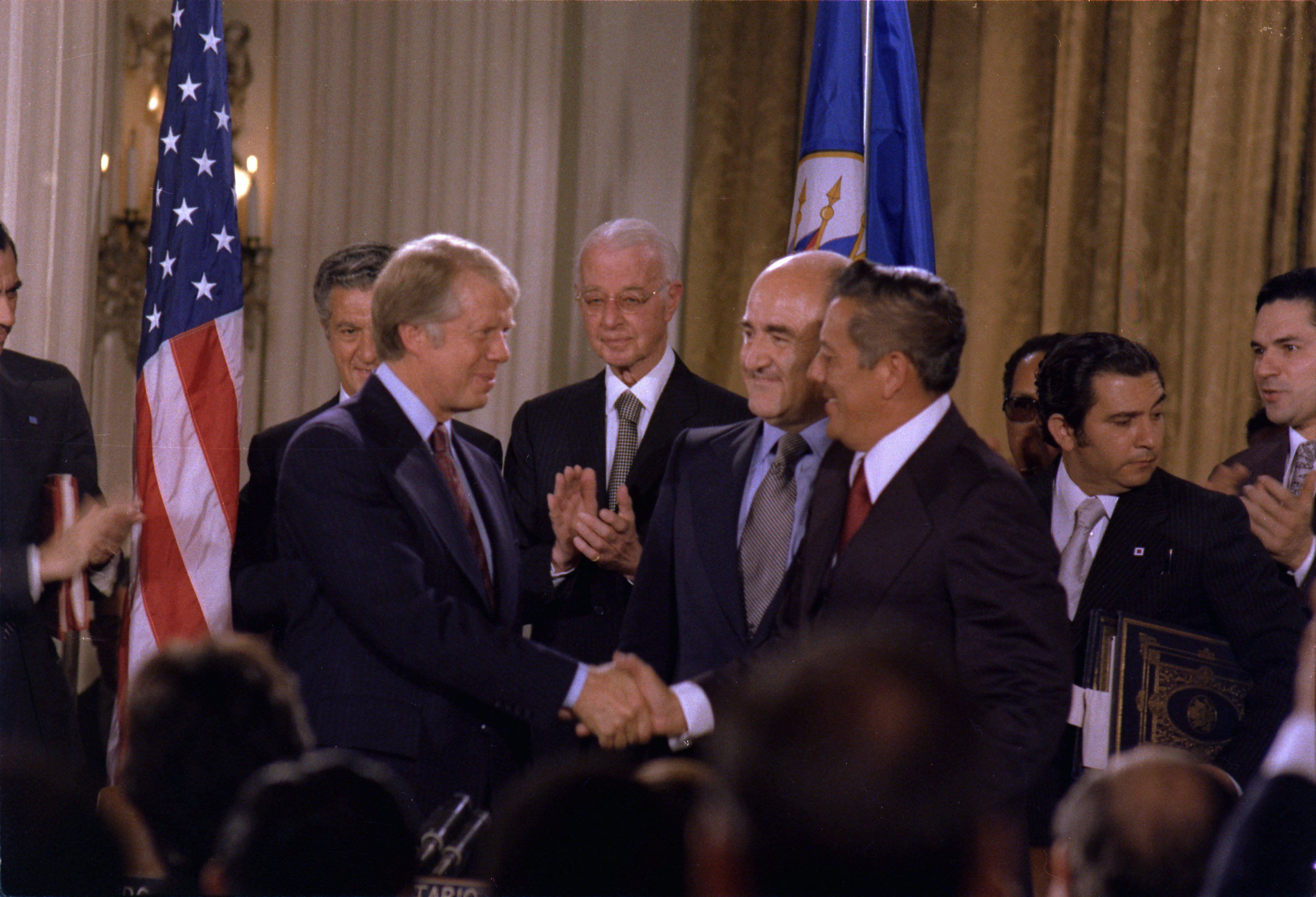
카터와 오마르 토리요스가 토리요스-카터 조약 서명 직후 악수하는 모습

1960년대부터 파나마는 미국에게 파나마 운하의 통제권을 양도할 것을 요구했다. 파나마에 운하를 넘겨주는 초당적 국가 정책은 존슨, 닉슨, 포드 대통령에 의해 확립되었지만 협상은 10년 이상 지연되었다. 카터는 파나마 운하 양도를 우선순위로 삼았는데, 이는 미국의 외교 정책에 대한 도덕적 정화를 요구하는 카터의 요구를 이행하고 미국 잘못에 대한 정중한 사과로 라틴 아메리카 전역의 승인을 얻을 것이라고 믿었기 때문이다. 그는 또한 협상이 또다시 연기되면 파나마에서 폭력적인 upheaval이 발생하여 운하가 손상되거나 막힐 수 있다고 우려했다.
카터 행정부는 토리요스-카터 조약을 협상했는데 이 두 조약은 파나마가 1999년에 운하의 통제권을 얻을 것이라고 규정했다. 카터의 이니셔티브는 미국에서 광범위한 저항에 부딪혔고, 대중, 특히 보수주의자들은 카터가 중요한 미국 자산을 "넘겨주고 있다"고 생각했다. 보수주의자들은 상원에서 조약을 저지하기 위해 파나마 운하를 구하는 위원회와 같은 단체를 결성했지만, 카터는 조약 비준을 최우선 과제로 삼았다. 비준 논쟁 중 상원은 미국이 운하를 개방 상태로 유지하기 위해 군사적으로 개입할 권리를 부여하는 수정안을 만들었고, 파나마는 추가 협상 후 이에 동의했다. 1978년 3월, 상원은 두 조약을 68대 32의 표차로 비준하여, 비준에 필요한 3분의 2의 문턱을 간신히 넘겼다. 운하 지대와 모든 시설은 최종적으로 1999년 12월 31일 파나마에 인계되었다.

#### 쿠바
카터는 취임하자마자 쿠바와의 관계를 개선하기를 희망했지만, 중앙아메리카와 아프리카에서 계속되는 냉전 분쟁으로 인해 관계 해빙은 방해되었다. 1980년 초, 쿠바 지도자 피델 카스트로는 쿠바를 떠나고 싶은 사람은 누구나 마리엘 항구를 통해 그렇게 할 수 있다고 발표했다. 카터가 "공산주의 지배로부터 자유를 찾는 수만 명의 난민들에게 열린 팔을 제공하겠다"고 발표하자, 쿠바계 미국인들은 마리엘 보트리프트를 주선했다. 그해 초에 서명된 1980년 난민법은 연간 19,500명의 쿠바 이민자에게 미국 입국 상한선을 두었으며, 해당 난민들은 심사 과정을 거쳐야 한다고 규정했다. 9월까지 125,000명의 쿠바인들이 미국에 도착했고, 많은 사람들이 적절한 식량과 주택 부족에 직면했다. 카터는 특히 선거에서 중요한 플로리다주에서 보트리프트 처리 방식에 대해 널리 비판받았다.

### 아시아

#### 중화인민공화국과의 관계 정상화

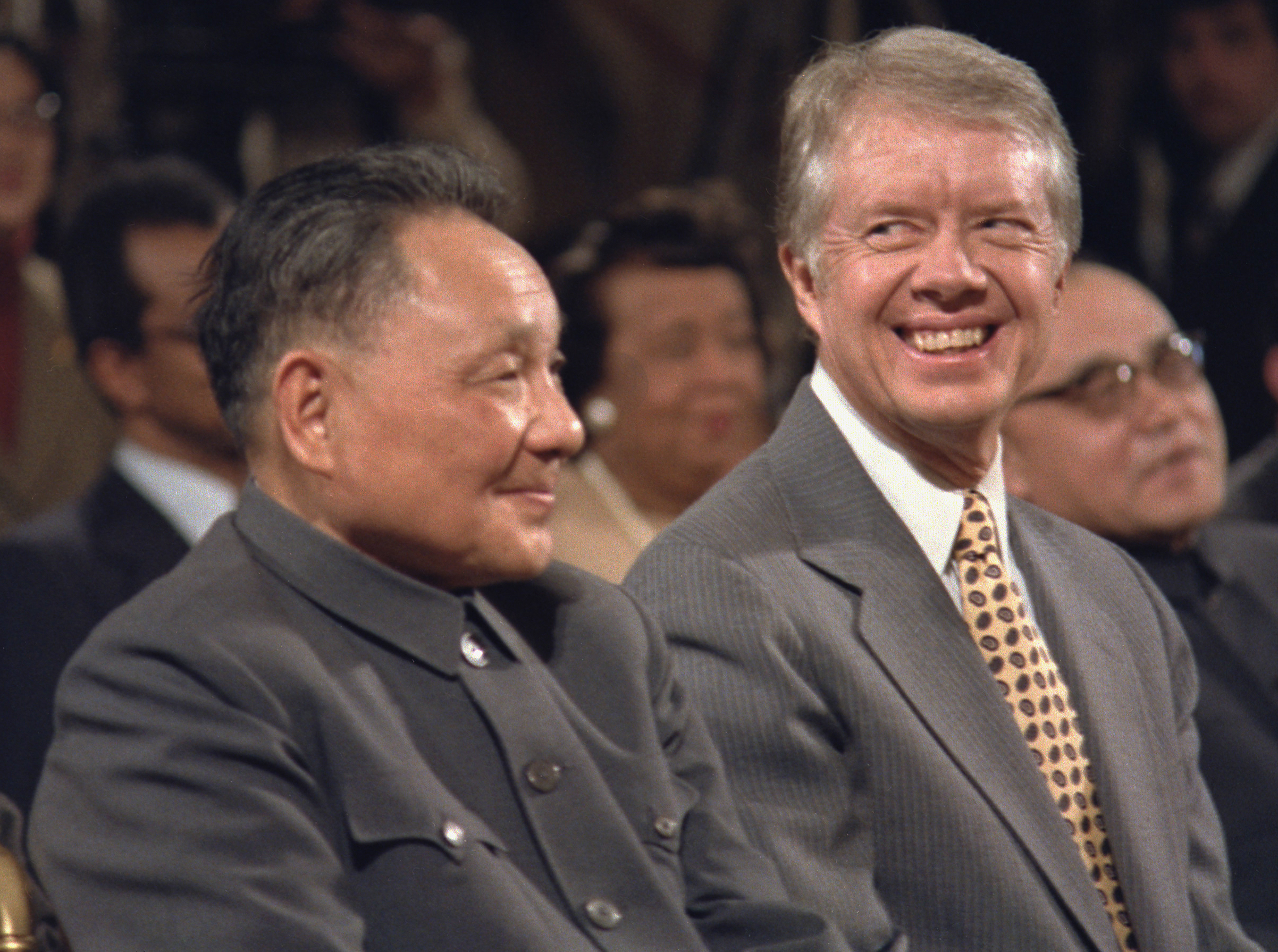
덩샤오핑과 카터 대통령

닉슨 행정부에서 시작된 관계 개선을 이어받아 카터는 중화인민공화국(PRC)과의 관계를 성공적으로 강화했다. 양국은 소련에 맞서 협력을 강화했으며, 카터 행정부는 베트남에 대한 중국의 침공을 묵인했다. 1979년, 카터는 중화인민공화국을 공식적으로 외교적으로 인정했다. 이 결정은 미국과 덩샤오핑의 지도 아래 경제 개혁을 추진하고 있던 중화인민공화국 간의 무역 호황으로 이어졌다. 소련의 아프가니스탄 침공 이후, 카터는 중국에 군사 물자 판매를 허용하고 군사 정보 공유 협상을 시작했다. 1980년 1월, 카터는 국공 내전에서 중국 본토를 중화인민공화국에게 빼앗겼지만 현재 중화민국에 기반을 둔 중화민국(ROC)과의 상호방위조약을 일방적으로 폐기했다. 카터의 조약 폐기는 보수 공화당원들에 의해 법정에서 이의가 제기되었지만, 대법원은 골드워터 대 카터 사건에서 이 문제가 사법 심사 대상이 아닌 정치적 문제라고 판결했다. 미국은 1979년 대만관계법을 통해 중화민국과의 외교 관계를 계속 유지했다.

#### 대한민국
카터의 첫 조치 중 하나는 6.25 전쟁 이후 많은 미군 병력이 주둔해 있던 대한민국에서 병력을 철수시키라고 명령하는 것이었다. 카터는 병력이 서유럽에서 더 잘 활용될 수 있다고 믿었지만, 철수 반대자들은 철수 이후 북한이 남한을 침공할 것이라고 우려했다. 대한민국과 일본 모두 이 조치에 항의했으며, 의회, 군대, 국무부의 많은 구성원들도 마찬가지였다. 강력한 반발 이후, 카터는 철수를 지연시켰고, 결국 소수의 미군 병력만이 대한민국을 떠났다. 카터의 미군 병력 철수 시도는 1979년 암살당한 대한민국 박정희 대통령 정부를 약화시켰다.
1980년 5월, 카터 행정부는 5·18 광주 민주화 운동 당시 전두환이 이끄는 신군부의 민주화를 열망하는 시위대에 대한 유혈 진압을 지지했다. 카터 정부는 군부가 60명을 살해했다는 사실을 이미 알고 있었음에도 무력 사용을 승인했다. 또한 광주 민주화 운동 진압을 돕기 위해 미군을 배치할 비상 계획도 세웠다.

### 아프리카
닉슨과 포드와는 극명한 대조를 이루며 카터는 사하라 이남 아프리카를 우선순위에 두었다. 특히 남아프리카는 쿠바가 1976년 앙골라를 통제하기 위해 대규모 군사력을 보낸 후 냉전의 전장이 되었다. 카터 행정부의 아프리카 담당 주요 정책 인사는 유엔 대사가 된 애틀랜타 흑인 사회의 지도자인 앤드루 영이었다. 영은 주요 지도자들, 특히 나이지리아와 우호적인 관계를 맺었다. 매우 논란이 많았던 문제는 남아프리카 연방으로부터의 나미비아 독립이었다. 영은 유엔 논의를 시작했지만 아무런 진전이 없었으며, 나미비아는 카터가 퇴임한 지 한참 후에야 독립을 얻게 되었다. 영은 1977년 남아프리카 경찰의 스티브 비코 살해 이후 강력한 제재를 주장했지만, 카터는 거부하고 제한적인 무기 금수 조치만을 부과했으며 남아프리카는 시위를 무시했다. 아프리카에서 카터 행정부의 가장 중요한 성공은 백인이 지배하던 남로디지아에서 짐바브웨의 흑인 통치로의 전환을 도운 것이었다.

## 논란
OMB 국장 버트 랜스는 국장이 되기 전 부적절한 은행 활동 의혹으로 1977년 9월 21일 사임했다. 랜스 논란은 의회와 대중의 카터 지지를 손상시켰고, 랜스의 사임은 카터의 가장 유능한 고문 중 한 명을 자리에서 물러나게 했다. 1979년 4월, 벨 법무장관은 폴 J. 커런을 특별 검사로 임명하여 버트 랜스가 통제하는 은행이 카터 소유의 땅콩 사업에 제공한 대출을 조사하도록 했다. 워터게이트 사건을 조사하기 위해 특별 검사로 임명된 아치볼드 콕스와 레온 자워스키와 달리, 커런의 특별 검사 직책은 그가 독자적으로 기소할 수 없으며, 필립 헤이먼 법무차관의 승인이 필요하다는 것을 의미했다. 카터는 현직 대통령으로서 자신에 대한 조사 일환으로 선서 증언을 한 최초의 대통령이 되었다. 조사는 1979년 10월에 종료되었고, 커런은 조지아 국립은행에서 대출된 자금이 카터의 1976년 미국 대통령 선거 캠페인으로 유용되었다는 주장을 뒷받침할 증거가 발견되지 않았다고 발표했다.
카터의 동생 빌리 카터는 카터의 재임 기간 동안 그의 화려하고 종종 기이한 대중적 행동으로 많은 악명을 얻었다. 상원은 리비아가 빌리에게 불분명한 이유로 20만 달러 이상을 주었다는 사실이 공개된 후 빌리 카터의 활동에 대한 조사를 시작했다. 빌리 카터의 리비아와의 관계에 대한 논란은 "빌리게이트"로 알려지게 되었으며, 대통령은 개인적으로 관련이 없었음에도 불구하고 빌리게이트는 카터 행정부에 손상을 입혔다.

## 카터 재임 기간 중 선거
|        |               | 상원 대표 | 상원 대표 | 하원 대표 | 하원 대표 |
| 의회   | 연도          | 다수당    | 소수당    | 의장      | 소수당    |
| ------ | ------------- | --------- | --------- | --------- | --------- |
| 제95대 | 1977년~1978년 | 버드      | 베이커    | 오닐      | 로즈      |
| 제96대 | 1979년~1980년 | 버드      | 베이커    | 오닐      | 로즈      |
| 제97대 | 1981년        | 베이커    | 버드      | 오닐      | 미셸      |

| 의회   | 상원 | 하원 |
| ------ | ---- | ---- |
| 제95대 | 61   | 292  |
| 제96대 | 58   | 277  |
| 제97대 | 46   | 242  |

### 1978년 중간선거
1978년 중간선거에서 민주당은 하원과 상원 다수당을 유지했다.

### 1980년 재선 캠페인

공화당 후보 로널드 레이건은 1980년 대통령 선거에서 카터 대통령을 꺾었다.

1978년 4월 여론조사에서 카터의 지지율이 급격히 하락했으며, 갤럽 여론조사에서는 카터가 1980년 민주당 후보 경선에서 에드워드 M. 케네디에게 뒤처지고 있는 것으로 나타났다. 1979년 중반까지 카터는 에너지 위기, 만연한 인플레이션, 느린 경제 성장, 그리고 그의 행정부가 무능하다는 광범위한 인식에 직면했다. 1979년 11월, 케네디는 1980년 민주당 경선에서 카터에게 도전할 것이라고 발표했다. 이란 인질 사건이 시작된 후 카터의 여론조사 지지율은 급등했으며, 소련의 아프가니스탄 침공에 대한 그의 대응은 민주당 경선에서 그의 전망을 더욱 높였다. 카터는 초반 경선에서 우세하여 일찌감치 대의원 선두를 차지했다. 카터의 여론조사 지지율은 3월에 폭락했고, 케네디는 뉴욕과 코네티컷 주 예비 선거에서 승리했다. 카터가 대의원 격차를 크게 벌렸음에도 불구하고, 케네디는 펜실베이니아와 미시간에서 승리한 후에도 경선에 남아 있었다. 최종 경선이 열린 날까지 카터는 역대 대통령 여론조사 중 최저 지지율을 기록했으며, 케네디는 카터가 지명을 확정짓지 못하게 할 만큼의 대의원을 확보했다.
최종 경선 후 카터는 백악관에서 케네디와 만났다. 부분적으로 카터가 전국 건강 보험 프로그램 설립을 요구하는 당 강령을 수용하기를 거부했기 때문에 케네디는 승복을 거부했다. 대신 그는 대의원들이 경선 결과와 상관없이 자신이 선택한 후보에게 자유롭게 투표할 수 있는 "개방 전당대회"를 요구했다. 카터의 지지자들은 1980년 민주당 전당대회에서 케네디의 움직임을 저지했고, 카터와 월터 먼데일 부통령은 재지명을 받았다. 케네디의 패배에도 불구하고, 그는 민주당의 진보 진영을 결집시켰고, 이는 총선에서 카터에게 약한 지지만을 주었다.
1980년 공화당 대통령 후보 경선은 캘리포니아의 전 주지사 로널드 레이건과 텍사스의 전 하원의원 조지 H. W. 부시 간의 양자 대결로 빠르게 전개되었다. 레이건의 감세안을 "부두 경제학"이라고 비판했던 부시는 아이오와 코커스에서 승리했지만 경선 후반에는 힘이 빠졌다. 레이건은 1980년 공화당 전당대회의 첫 번째 투표에서 대통령 후보 지명을 받았고 부시를 러닝메이트로 지명했다. 한편, 이전에 공화당 대통령 후보 지명을 노렸던 공화당 하원의원 존 B. 앤더슨은 독립 대통령 선거 운동을 시작했다. 당 전당대회 이후 9월에 실시된 여론조사에서는 레이건과 카터가 동률을 기록했다. 카터 선거 캠프는 국민들이 레이건이 지지하는 보수적 견해를 거부할 것이라고 확신했으며, 경제와 이란 인질 사태와 관련하여 희망적인 징후가 있었다. 재선 캠페인을 위해 민주당원들을 단결시키려 했던 카터는 자신의 정책보다는 레이건의 이념적 극단주의를 공격하는 데 집중하기로 결정했다.
레이건의 주요 강점은 폴 웨이리치, 리처드 비게리, 필리스 슐래플리와 같은 활동가들이 대표하는 부상하는 보수 운동에 대한 그의 호소력이었다. 대부분의 보수 지도자들이 감세와 예산 적자 감축을 주장했지만, 많은 보수주의자들은 낙태와 동성애와 같은 사회 문제에 더 밀접하게 초점을 맞췄다. 로 대 웨이드 사건과 밥 존스 대학교의 면세 지위 철회를 포함한 1970년대의 발전은 많은 복음주의 개신교인들을 처음으로 정치에 참여하게 만들었다. 복음주의 개신교인들은 점점 더 중요한 투표 블록이 되었고, 1980년 선거 운동에서 레이건을 열렬히 지지했다. 레이건은 또한 이른바 "레이건 민주당원"들의 지지를 얻었는데, 이들은 주로 북부의 백인 노동 계층 유권자로 자유주의 경제 프로그램을 지지했지만 적극적 우대조치와 같은 정책을 싫어했다. 사회적으로 보수적인 견해를 옹호했지만, 레이건은 자신의 선거 운동의 대부분을 SALT II 조약, 토리요스-카터 조약, 중미 상호 방위 조약의 폐지를 포함한 카터의 외교 정책에 대한 공격에 집중했다. 레이건은 국방비 증액, 감세, 국내 지출 삭감, 그리고 미국 교육부와 미국 에너지부의 해체를 요구했다.

#### 재선 실패 및 전환기

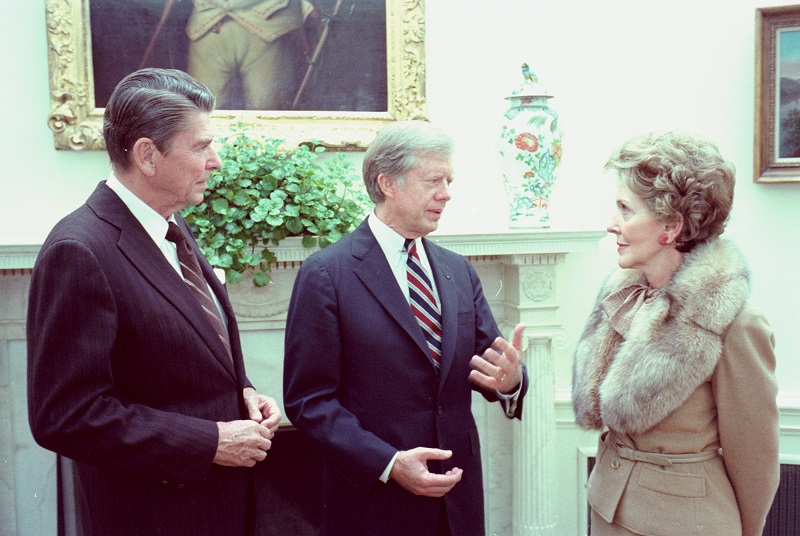
퇴임하는 지미 카터 대통령과 당선된 로널드 레이건 대통령, 그리고 그의 부인 낸시가 1980년 11월 20일 오벌 오피스에서 만났다.

여론조사는 9월과 10월 내내 박빙이었지만, 10월 28일 토론에서 레이건의 활약과 이란 인질 석방에 실패한 카터는 선거일 전까지 레이건에게 힘을 실어주었다. 레이건은 일반 투표의 50.7%, 선거인단 투표의 489표를 얻었고, 카터는 일반 투표의 41%, 선거인단 투표의 49표를 얻었으며, 앤더슨은 일반 투표의 6.6%를 얻었다. 레이건은 몇몇 주를 제외한 모든 주에서 승리했으며, 특히 남부 백인들 사이에서 좋은 성과를 거두었다. 레이건의 승리 규모는 박빙의 승부를 예상했던 많은 관찰자들을 놀라게 했다. 유권자 투표율은 1948년 대통령 선거 이후 최저치를 기록했는데, 이는 세 주요 후보 모두에 대해 많은 사람들이 가졌던 부정적인 태도를 반영한 것이다. 동시의 의회 선거에서 상원은 1950년대 이후 처음으로 공화당으로 넘어갔다. 한편, 카터는 1932년 허버트 후버 이후 재선에 실패한 최초의 선출된 대통령이었다.

## 평가 및 유산

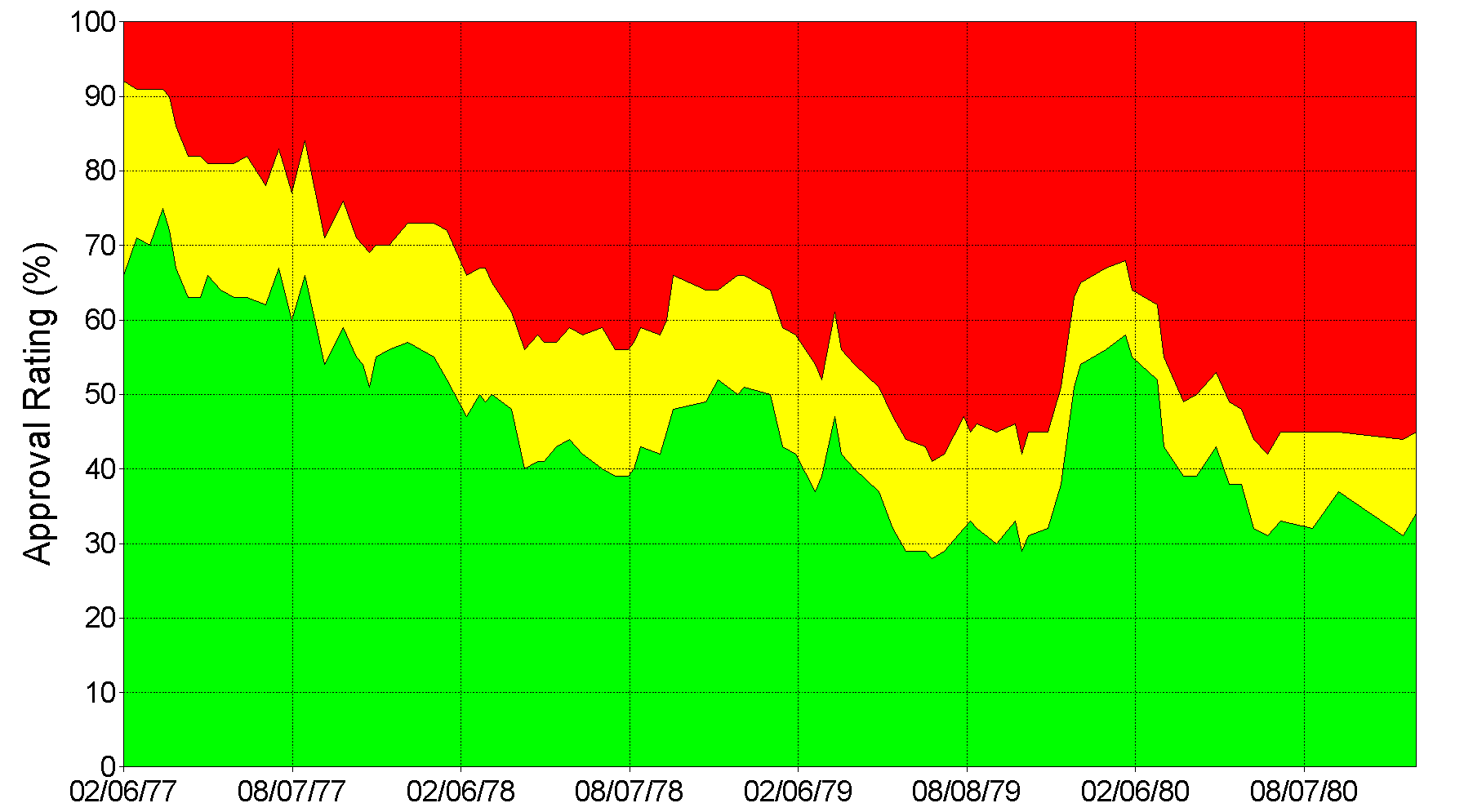
갤럽 여론 조사에서 카터의 지지율 그래프

역사학자와 정치학자들의 여론 조사는 일반적으로 카터를 평균 이하의 대통령으로 평가했다. 2018년 미국정치학회 대통령 및 행정 정치 부문의 여론 조사에서는 카터를 26번째로 좋은 대통령으로 평가했다. 2017년 C-SPAN 역사학자 여론 조사에서도 카터를 26번째로 좋은 대통령으로 평가했다. 일부 비평가들은 카터를 허버트 후버에 비유하는데, 그도 마찬가지로 "열심히 일했지만 영감을 주지 못하는 기술 관료"였다.
로버트 A. 스트롱은 다음과 같은 주장을 했다.
지미 카터는 1980년 재선에 실패했을 때보다 오늘날 훨씬 더 높이 평가받고 있다. 그는 모범적인 퇴임 후 활동을 보여주었으며, 오늘날 그가 1977년에 맡았던 임무의 엄청난 규모, 그리고 그가 직면했던 위기에 대처하기 위해 취한 조치들에 대한 인식이 높아졌다. 카터는 대통령이 연방 정부 전체를 혼란에 빠뜨린 지 불과 30개월 만에 취임했다. 그는 에너지 위기, 소련의 침략, 이란, 그리고 무엇보다도 시민들의 깊은 지도력 불신이라는 엄청난 도전에 직면했다. 그는 근면하고 양심적이었다. 그러나 그는 종종 제자리에 있지 않은 선수처럼 보였으며, 대통령보다는 에너지부 장관에 더 적합한 사람이었다. 카터는 역사상 최악의 대통령 스캔들의 후계자인 영감을 주지 못하는 비선출직 최고 행정관을 간신히 물리치고 대통령이 되었다. 그가 지명을 받은 것은 주로 1976년 이전 10년 동안 국가의 민주당 지도부가 스캔들, 베트남, 그리고 암살로 인해 파괴되었기 때문이다.
역사학자 버튼 I. 카우프만과 스콧 카우프만은 다음과 같은 결론을 냈다.
카터의 운명은 전통적인 민주당 지지층과 사회 문화적 가치에 더 중점을 둔 새로운 보수주의 운동의 어려운 상황 사이에서 국가를 이끌려고 시도하는 것이었다. 또한 카터는 엄청난 인플레이션과 증가하는 실업률, 그리고 그가 거의 통제할 수 없었던 석유 충격이 복합적으로 작용한 시기에 국가를 이끌어야 하는 불운을 겪었다... 동시에 카터의 대통령 임기가 평범했으며, 이는 대부분 그 자신의 소행이라는 결론을 피하기 어렵다. 그는 교활하기보다는 똑똑했다. 그는 신중한 정치 기획자가 아니었다. 그는 전략적 근시안에 시달렸다. 그는 선한 의도는 많았지만 노하우가 부족했다. 그는 인권 분야와 같이 상징적이고 오래 지속되는 중요성을 지닌 고상한 이상을 가지고 있었지만, 종종 그것들이 그를 정치적 현실에 눈멀게 했다. 그는 독선적이었다. 그는 미시적으로 관리했지만 잘하지는 못했다. 가장 중요한 것은, 그는 자신의 정부에 대한 임무, 국가에 대한 목적, 그리고 거기에 도달하는 방법을 적절하게 정의하지 못한 대통령이었다.

## 같이 보기
- 미국의 역사 (1964년~1980년)
- 지미 카터 토끼 사건
- 제6차 정당제
- Timeline of United States history (1970–1989)

## 내용주
1. ↑  포드는 미국이 동유럽에 대한 소련의 지배를 인정하지 않는다는 뜻으로 말하려 했다.[13]
2. ↑  전쟁 권한 결의안과 1974년 의회 예산 및 자금 동결 통제법은 닉슨과 포드 행정부에서 의회가 대통령의 권한을 제한하기 위해 통과시킨 법률 중 일부였다. 의회는 또한 미국 의회예산처를 설립하고 외교 정책에서 더욱 적극적인 역할을 하기 시작했다.[41]
3. ↑  의회는 카터의 거부권 행사를 뒤집고 공동 결의안을 통과시켜 할증료를 철회했다. 카터는 해리 S. 트루먼 이후 같은 당이 통제하는 의회에 의해 거부권이 뒤집힌 최초의 대통령이었다.[72]
4. 1 2 3  제95차 의회 기간 중 17일(1977년 1월 3일 – 1977년 1월 19일)은 포드 대통령 재임 중이었고, 제97차 의회 기간 중 17일(1981년 1월 3일 – 1981년 1월 19일)은 카터의 단일 임기 동안이었다.

### 인용 작품
- Alter, Jonathan. His Very Best: Jimmy Carter, a Life (2020). excerpt
- Bickerton, Ian J.; Carla L. Klausner (2007). 《A history of the Arab-Israeli conflict》. Upper Saddle River, N.J.: Pearson Prentice Hall. ISBN 9780132223355.
- Herring, George C. (2008). 《From Colony to Superpower; U.S. Foreign Relations Since 1776》. Oxford University Press. ISBN 978-0-19-507822-0.
- Kaufman, Burton I.; Kaufman, Scott (2006). 《The Presidency of James Earl Carter》 2판. University Press of Kansas. ISBN 978-0700614714.
- Patterson, James (2005). 《Restless Giant: The United States from Watergate to Bush v. Gore》. Oxford University Press. ISBN 978-0195122169.
- Weiner, Tim (2008). 《Legacy of Ashes: The History of the CIA》. Anchor Books. ISBN 9780307389008.
- Zelizer, Julian (2010). 《Jimmy Carter》. Times Books. ISBN 978-0-8050-8957-8.

## 추가 자료
- Abramson, Paul R., John H. Aldrich, and David W. Rohde. Change and Continuity in the 1980 Elections  (1983).
- Anderson,  Patrick. Electing Jimmy Carter: The Campaign of 1976 (1994)
- Berggren, D. Jason, and Nicol C. Rae. "Jimmy Carter and George W. Bush: Faith, foreign policy, and an evangelical presidential style." Presidential Studies Quarterly 36.4 (2006): 606–632 online.
- Bird, Kai. The Outlier (2021), in-depth popular study online review
- Biven, W. Carl. Jimmy Carter's Economy: Policy in an Age of Limits (U of North Carolina Press. 2002) online 보관됨 8월 10, 2018 - 웨이백 머신
- Bourne, Peter G. (1997). 《Jimmy Carter: A Comprehensive Biography From Plains to Post-Presidency》. New York: Scribner. ISBN 0-684-19543-7.
- Busch, Andrew E. (2005). 《Reagan's Victory: The Presidential Election of 1980 and the Rise of the Right》. University Press of Kansas.
- Campagna, Anthony S. Economic Policy in the Carter Administration (Greenwood Press, 1995) online
- Carleton, David, and Michael Stohl. "The foreign policy of human rights: Rhetoric and reality from Jimmy Carter to Ronald Reagan." Human Rights Quarterly 7 (1985): 205–229 online.
- Congressional Quarterly. Congress and the Nation V: 1977–1980 (1981) in-depth nonpartisan detail on all major issues; 1240pp; contents
- Dumbrell, John (1995). 《The Carter Presidency: A Re-evaluation》 2판. Manchester, UK: Manchester University Press. ISBN 0-7190-4693-9.
- Fink, Gary M.; Graham, Hugh Davis, 편집. (1998). 《The Carter Presidency: Policy Choices in the Post-New Deal Era》. Lawrence: University Press of Kansas. ISBN 0-7006-0895-8.
- Garrison, Jean A. Games Advisors Play: Foreign Policy in the Nixon and Carter Administrations (1999) online
- Glad, Betty. An outsider in the White House: Jimmy Carter, his advisors, and the making of American foreign policy (Cornell University Press, 2009).
- Graff, Henry F., ed. The Presidents: A Reference History (3rd ed. 2002)
- Hargrove, Erwin C. Jimmy Carter as president: Leadership and the politics of the public good (LSU Press, 1999).
- Holzer, Harold. The Presidents Vs. the Press: The Endless Battle Between the White House and the Media—from the Founding Fathers to Fake News (Dutton, 2020) pp. 293–304.. online
- Jensehaugen, Jørgen. 2018 Arab-Israeli Diplomacy under Carter: The US, Israel and the Palestinians (I. B. Tauris, 2018) online analysis by scholars on H-diplo
- Kaufman, Victor S. "The Bureau of Human Rights during the Carter Administration." The Historian 61.1 (1998): 51–66.
- Kaufman, Burton I. ed. A Companion to Gerald R. Ford and Jimmy Carter (2015) 30 scholarly essays by experts; excerpts
- Kaufman, Burton I. The Carter Years (2006) 648pp; long scholarly biographies of all the major players.
- Kaufman, Diane, and Scott Kaufman. (2013) Historical Dictionary of the Carter Era (Scarecrow, 2013) 301 pp.
- Krukones, Michael G. "The campaign promises of Jimmy Carter: Accomplishments and failures." Presidential Studies Quarterly (1985): 136–144. online
- Mattson, Kevin. 'What the Heck Are You Up To, Mr. President?': Jimmy Carter, America's 'Malaise,' and the Speech That Should Have Changed the Country (Bloomsbury, 2010).
- Mitchell, Nancy. Jimmy Carter in Africa: Race and the cold war (Stanford UP, 2018).
- Morris, Kenneth Earl, ed. Jimmy Carter, American Moralist (University of Georgia Press, 1996).
- Reichard, Gary W. "Early Returns: Assessing Jimmy Carter" Presidential Studies Quarterly 20#3 (Summer 1990) 603–620.  online
- Poe, Steven C. "Human rights and economic aid allocation under Ronald Reagan and Jimmy Carter." American Journal of Political Science (1992): 147–167 online.
- Quandt, William B. Camp David: peacemaking and politics (Brookings Institution Press, 2015).
- Roessner, Amber (2020). 《Jimmy Carter and the Birth of the Marathon Media Campaign》. Baton Rouge, LA: Louisiana State University Press. ISBN 978-0807170793.
- Rosenbaum, Herbert D. and Alexej Ugrinsky, eds. Jimmy Carter: Foreign Policy and Post-Presidential Years (1994) 532pp; essays by experts
- Rosenbaum, Herbert D. and Alexej Ugrinsky, eds. The Presidency and Domestic Policies of Jimmy Carter (1994) 876pp; essays by experts online 보관됨 2019-04-18 - 웨이백 머신
- Sarantakes, Nicholas Evan. Dropping the torch: Jimmy Carter, the Olympic boycott, and the Cold War (Cambridge University Press, 2010).
- Schmitz, David F., and Vanessa Walker. "Jimmy Carter and the Foreign Policy of Human Rights: The Development of a Post‐Cold War Foreign Policy." Diplomatic History 28.1 (2004): 113–143.
- Smith, Gaddis. Morality, Reason, and Power: American diplomacy in the Carter years (New York: Hill and Wang, 1986).
- Strong, Robert A. (2000). 《Working in the World: Jimmy Carter and the Making of American Foreign Policy》. Baton Rouge: Louisiana State University Press. ISBN 0-8071-2445-1.
- Thornton, Richard C. The Carter Years: Toward a New Global Order (1991 ) 596pp; comprehensive coverage of foreign policy online
- Zelizer, Julian E. Jimmy Carter: The American Presidents Series: The 39th President, 1977–1981 (Macmillan, 2010).

### 1차 자료 및 회고록
- Kantowicz, Edward R. "Reminiscences of a Fated Presidency: Themes from the Carter Memoirs." Presidential Studies Quarterly 15#4 1986, pp. 651–665. online
- Lafeber, Walter. "From confusion to Cold War: The memoirs of the Carter administration." Diplomatic History 8.1 (1984): 1–12 online
- Thomas, Norman C. "The Carter Administration Memoirs: A Review Essay." Western Political Quarterly 39.2 (1986): 348–360. online
- Brzeziński, Zbigniew.  Power and Principle. Memoirs of the National Security Adviser, 1977–1981 (1983)
- Califano, Jr., Joseph A.  Governing America (1981) online
- Carter, Jimmy. Keeping faith: Memoirs of a president (U of Arkansas Press, 1995). online
- Carter, Jimmy. A Government as Good as its People (U of Arkansas Press, 1996).
- Carter, Jimmy. White House diary (2011) online
- Eizenstat, Stuart E. President Carter: The White House Years (2018).
- Jordan, Hamilton.  Crisis. The Last Year of the Carter Presidency (1982) online.
- Lance, Bert. The Truth of the Matter: My Life in and out of Politics (1991). online
- Mondale, Walter. The good fight: a life in liberal politics (2010) online
- O'Neill Jr, Tip, and William Novak. Man of the House: The life and political memoirs of Speaker Tip O'Neill (1987) online.
- Powell, Jody. The Other Side of the Story (1984). online
- Thompson, Kenneth W., ed. The Carter presidency: fourteen intimate perspectives of Jimmy Carter (1990).
- Vance, Cyrus. Hard Choices: Four Critical Years in Managing America's Foreign Policy (1983) online.